# Radiologischer Notfall
Ein radiologischer Notfall ist ein Ereignis, das eine unerwartete Exposition mit ionisierender Strahlung zur Folge hat, die sich nachteilig auf Gesundheit und Umwelt auswirken kann (Notfall-Expositionssituation).
Dieser Artikel betrachtet radiologische Notfälle mit großräumiger Ausbreitung von Radionukliden, die Maßnahmen zum Schutz der Bevölkerung im Rahmen eines überregional oder regional ausgerichteten Notfallmanagements erfordern. Lokale Notfälle, deren Bewältigung der allgemeinen Gefahrenabwehr obliegt, sind nicht Gegenstand dieses Artikels.

## Radiologisches Notfallmanagement
Ziel des radiologischen Notfallmanagements ist es, die zu erwartende Strahlendosis der Bevölkerung abzuschätzen und durch Maßnahmenentscheidungen angemessen zu begrenzen. Aus radiologischer Sicht besteht international Konsens über dabei zu berücksichtigende Rahmenbedingungen, die sich in Referenzwerten für die Dosis ausdrücken (siehe Abschnitt „Dosiseckwerte“).
Um dieses Ziel zu erreichen, müssen bereits in einer möglichst frühen Phase des Notfalls Entscheidungen getroffen werden. Diese sollten sich an einfachen radiologischen Kriterien orientieren. Ob das Ziel erreicht wird, hängt von vielen Faktoren ab. Aufgabe des Notfallmanagements ist es, die vorliegenden Daten hinsichtlich ihrer Relevanz sowie die in Betracht kommenden Schutzmaßnahmen hinsichtlich ihrer Eignung und Wirksamkeit abzuschätzen.
Die getroffenen Maßnahmenentscheidungen müssen zielführend und unter Berücksichtigung aller Umstände angemessen sein. Auch soziale, Umweltschutz- und ökonomische Gesichtspunkte müssen dabei berücksichtigt werden. Die weitere Entwicklung der Exposition muss überwacht und Maßnahmen müssen angepasst werden.
In Deutschland wurde in Hinblick auf diese komplexe Aufgabenstellung ein Notfallmanagementsystem auf Grundlage von Teil 3 des Strahlenschutzgesetzes (StrlSchG) eingerichtet. Ergänzend wurden mit der Notfall-Dosiswerte-Verordnung (NDWV) Kriterien für schnelle Reaktionen festgelegt (siehe Abschnitt „Dosiseckwerte“).

## Radioaktivität bei radiologischen Notfällen
Radioaktivität ist die spontane Umwandlung instabiler Atomkerne (Nuklide) unter Aussendung ionisierender Strahlung. Derartige instabile Nuklide werden Radionuklide genannt.
Charakterisiert werden stabile Nuklide und Radionuklide durch Angabe des chemischen Elements und durch die Massenzahl ihrer Atomkerne. Zur Erläuterung ein Beispiel: Das Element Cäsium (chemisches Kurzzeichen Cs) umfasst Nuklide mit Massenzahlen von 113 bis 148. Nur ein einziges von diesen vielen Nukliden ist stabil, nämlich das mit der Massenzahl 133 (Cs-133). Es besteht aus 55 Protonen, wie alle anderen Nuklide des Elements Cäsium, sowie aus 78 Neutronen. In der Summe sind dies – und das drückt die Massenzahl aus  – 133 Kernbausteine. Die anderen Nuklide des Elements Cäsium sind Radionuklide, darunter das für radiologische Notfälle besonders bedeutsame Radionuklid Cs-137. Sie existieren nur, wenn sie künstlich erzeugt werden, unterliegen dann dem radioaktiven Zerfall und senden dabei ionisierende Strahlung aus.
Radionuklide können natürlichen Ursprungs sein, bei Kernspaltungen in Kernreaktoren entstehen oder bei Kernwaffenexplosionen. Radionuklide natürlichen Ursprungs sind entweder zusammen mit den stabilen Nukliden entstanden (primordiale Radionuklide) oder sie werden fortlaufend in natürlichen Prozessen erzeugt. Kalium-40 (K-40) ist ein Beispiel für ein primordiales Radionuklid. Das radioaktive Tritium (H-3) hingegen ist ein kosmogenes Radionuklid. Es wird fortlaufend durch Wechselwirkung der kosmischen Strahlung mit der Erdatmosphäre erzeugt.
Das bei einem radioaktiven Zerfall entstehende Nuklid, das so genannte Tochternuklid, ein Zerfallsprodukt, kann wieder ein Radionuklid sein, oder ein stabiles Nuklid. Die Umwandlungsprozesse sind für die jeweiligen Radionuklide charakteristisch. Sie laufen spontan ab, folgen statistischen Gesetzen und enden, unter Umständen über Zerfallsreihen, schließlich immer bei stabilen Nukliden.
Charakteristisch für den radioaktiven Zerfall eines Radionuklids ist dessen Halbwertszeit und die auftretende Strahlung. Es treten vor allem zwei Arten von Teilchenstrahlung auf, Alphastrahlen und Betastrahlen. Hinzu kommt die Gammastrahlung, die keine Teilchenstrahlung ist, sondern eine elektromagnetische Strahlung relativ hoher Energie, die der Teilchenstrahlung fast immer folgt. Es gibt noch weitere Strahlenarten, die allerdings in Bezug auf die im Folgenden behandelte Thematik keine weitere Bedeutung haben, wie die „Positronenstrahlung“ („Beta+“) und der „K-Einfang“.
Eine besondere Form der radioaktiven Umwandlung ist die spontane Kernspaltung. Diese wird bei einigen wenigen, besonders schweren Nukliden beobachtet, z. B. bei dem primordialen Radionuklid Uran-235 (U-235). Die dabei entstehenden Spaltprodukte sind fast immer radioaktiv. Cs-137 ist z. B. ein solches Spaltprodukt. In erheblichem Umfang entstehen Spaltprodukte künstlich in Kernreaktoren, in denen der Mensch den Prozess der Kernspaltung steuert. Weitere wichtige Beispiele für Radionuklide, die wie das Cs-137 in radiologischen Notfällen von Bedeutung sein können, sind die Spaltprodukte Sr-90, Mo-99, Ru-106, Te-132, I-131, I-132, I-133 und Ba-140 (einschließlich ggf. vorhandener Tochternuklide) sowie die schweren Nuklide U-238 und Pu-239. Auch auf andere Weise künstlich erzeugte, in Technik und Medizin vielfach verwendete Radionuklide können bei radiologischen Notfällen von Bedeutung sein, wie z. B. Co-60. Dieser Artikel beschränkt sich, im Einklang mit seiner Beschränkung auf radiologische Notfälle mit großräumiger Ausbreitung von Radionukliden, auf solche mit radioaktiven Kontaminationen durch Spaltprodukte.
Radiologische Notfälle werden durch die vorliegenden Radionuklide, deren Aktivität und ihre Halbwertszeit bestimmt. Eine Aktivitätsangabe, gemessen in der Einheit Becquerel (Einheitenzeichen: Bq), muss dabei immer ausdrücken, wo die Aktivität gemessen wurde, auf welche Radionuklide sie sich bezieht und wie sich die Aktivität verteilt. Diese kann unzugänglich sein oder sich gleichmäßig und großflächig auf dem Boden verteilen, auf eine bestimmte Fläche beschränkt sein, sich auf kleinstem Raum konzentrieren („Hot Spots“). Beispiele für Aktivitätsangaben sind z. B. Bq pro m2, Bq pro m3, Bq pro kg, Bq pro Liter, Bq pro Gebrauchseinheit und Bq pro Hot Spot.
Auf den ersten Blick werden radiologische Notfälle von der Gammastrahlung und die von ihr verursachte äußere Bestrahlung geprägt. Radionuklide können aber auch in den Körper gelangen (Inkorporation), z. B. durch Einatmen (Inhalation) oder durch Verschlucken bei der Nahrungsaufnahme (Ingestion). Hinsichtlich der Strahlenwirkung dominiert dann die Teilchenstrahlung. Sie kann im biologischen Gewebe ihre besonders schädigende Wirkung entfalten, während sie von außen den Menschen ansonsten kaum erreicht oder spätestens durch die Haut abgeschirmt wird.
Tabelle 1 zeigt Daten einer Auswahl von Radionukliden. Die meisten sind Spaltprodukte, die mit Hilfe der Literatur im Hinblick auf diesen Artikel ausgewählt wurden. Hinzugezogen wurden insbesondere die Allgemeine Verwaltungsvorschrift zum Integrierten Mess- und Informationssystem zur Überwachung der Radioaktivität in der Umwelt (IMIS), die Publikation UNSCEAR 2008 und die Liste der Isotope. Die Tabelle enthält daher vor allem Radionuklide, die im Routinemessprogramm von IMIS vorkommen oder die beim Reaktorunfall von Tschernobyl freigesetzt wurden. Die Betastrahlung ist neben der Gammastrahlung die vorherrschende Strahlenart. Alphastrahlung kommt bei den Spaltprodukten nicht vor, sondern nur bei den schweren Nukliden am Ende der Tabelle.
| Z  | Element     | Kurzbe- zeichnung     | Halbwerts- zeit                | Zerfallsart  | Zerfalls- energie in keV | Vorherrschende Teilchenenergie in keV | Gamma- strahlung | Hinweise                                                                      |
| -- | ----------- | --------------------- | ------------------------------ | ------------ | ------------------------ | ------------------------------------- | ---------------- | ----------------------------------------------------------------------------- |
| 1  | Wasserstoff | H-3                   | 12,3 a                         | Beta         | 19                       | 19                                    | -                | -                                                                             |
| 19 | Kalium      | K-40                  | 1,3 Mrd. a                     | Beta K,Beta+ | 1311 1505                | 1311 44                               | - Gamma          | 89 % der Zerfälle 11 % der Zerfälle                                           |
| 27 | Kobalt      | Co-60                 | 5,3 a                          | Beta         | 2824                     | 318                                   | Gamma            | -                                                                             |
| 36 | Krypton     | Kr-85                 | 10,7 a                         | Beta         | 687                      | 687                                   | Gamma            | Edelgas                                                                       |
| 38 | Strontium   | Sr-89 Sr-90           | 50,5 d 28,8 a                  | Beta         | 1495 546                 | 1495 546                              | -                | - zerfällt in Y-90                                                            |
| 39 | Yttrium     | Y-90                  | 2,7 d                          | Beta         | 2280                     | 2280                                  | -                | Zerfallsprodukt von Sr-90                                                     |
| 40 | Zirconium   | Zr-95                 | 64 d                           | Beta         | 1125                     | 368                                   | Gamma            | zerfällt in Nb-95                                                             |
| 41 | Niob        | Nb-95                 | 35 d                           | Beta         | 926                      | 160                                   | Gamma            | Zerfallsprodukt von Zr-95                                                     |
| 42 | Molybdän    | Mo-99                 | 2,7 d                          | Beta         | 1215                     | 1215                                  | -                | zerfällt in Tc-99m                                                            |
| 43 | Technetium  | Tc-99m                | 6 h                            | Gamma        | 140                      | -                                     | Gamma            | Zerfallsprodukt von Mo-99                                                     |
| 44 | Ruthenium   | Ru-103 Ru-106         | 39,3 d 1 a                     | Beta         | 726 39                   | 726 39                                | -                | zerfällt in Rh-103 zerfällt in Rh-106                                         |
| 45 | Rhodium     | Rh-103m Rh-106        | 56 min 30 s                    | Gamma Beta   | 40 3541                  | - 3541                                | Gamma            | Zerfallsprodukt von Ru-103 Zerfallsprodukt von Ru-106                         |
| 52 | Tellur      | Te-129m Te-129 Te-132 | 33,6 d 1,2 h 3,2 d             | Gamma Beta   | 105 1498 493             | - 1470 215                            | Gamma            | - Grundzustand von Te-129m zerfällt in I-132                                  |
| 53 | Jod         | I-131 I-132 I-133     | 8 d 2,3 h 20,8 h               | Beta         | 971 3580 1771            | 606 2140 1241                         | Gamma            | - Zerfallsprodukt von Te-132 -                                                |
| 54 | Xenon       | Xe-133                | 5,2 d                          | Beta         | 427                      | 346                                   | Gamma            | Edelgas                                                                       |
| 55 | Cäsium      | Cs-134 Cs-136 Cs-137  | 2 a 13,6 d 30,2 a              | Beta         | 2059 2548 514            | 658 2208 514                          | Gamma -          | - zerfällt in Ba-137m                                                         |
| 56 | Barium      | Ba-137m Ba-140        | 2,6 min 12,8 d                 | Gamma Beta   | 662 1050                 | - 1006                                | Gamma            | Zerfallsprodukt von Cs-137 zerfällt in La-140                                 |
| 57 | Lanthan     | La-140                | 1,7 d                          | Beta         | 3762                     | 1350                                  | Gamma            | Zerfallsprodukt von Ba-140                                                    |
| 58 | Cer         | Ce-141 Ce-144         | 32,5 d 284,7 d                 | Beta         | 581 319                  | 435 319                               | Gamma            | - zerfällt in Pr-144                                                          |
| 59 | Praseodym   | Pr-144                | 17,3 min                       | Beta         | 2998                     | 2998                                  | -                | Zerfallsprodukt von Ce-144                                                    |
| 86 | Radon       | Rn-222                | 3,8 d                          | Alpha        | 5590                     | 5490                                  | -                | Zerfallsprodukt von Ra-226                                                    |
| 88 | Radium      | Ra-226                | 1602 a                         | Alpha        | 4871                     | 4784                                  | Gamma            | zerfällt in Rn-222                                                            |
| 92 | Uran        | U-234 U-235 U-238     | 250000 a 700 Mio. a 4,5 Mrd. a | Alpha        | 4858 4679 4270           | 4775 4397 4198                        | Gamma            | - Beginn der Uran-Actinium-Zerfallsreihe Beginn der Uran-Radium-Zerfallsreihe |
| 93 | Neptunium   | Np-239                | 2,4 d                          | Beta         | 722                      | 436                                   | Gamma            | -                                                                             |
| 94 | Plutonium   | Pu-238 Pu-239 Pu-241  | 87,7 d 24110 a 14,4 a          | Alpha Beta   | 5593 5244 21             | 5499 5157 21                          | Gamma -          | Zerfallsprodukt von Cm-242 - zerfällt in Am-241                               |
| 95 | Americium   | Am-241                | 432,2 a                        | Alpha        | 5638                     | 5486                                  | Gamma            | Zerfallsprodukt von Pu-241                                                    |
| 96 | Curium      | Cm-242                | 162,8 d                        | Alpha        | 6216                     | 6113                                  | Gamma            | zerfällt in Pu-238                                                            |

## Strahlenwirkung
Sowohl die Teilchenstrahlung als auch die Gammastrahlung ionisieren Atome des Gewebes, auf das sie treffen. Dabei werden chemische Verbindungen, auch genetisch so bedeutsame Moleküle wie z. B. die DNS, bis hin zu höherdimensionalen Gewebestrukturen beschädigt oder zerstört. Die Folge sind stochastische Schäden, wie erhöhte Krebswahrscheinlichkeiten und – bei sehr intensiven Strahlenexpositionen – deterministische Schäden (Gewebereaktionen bis zur Strahlenkrankheit).
Die Wirkung der ionisierenden Strahlung wird durch die Energiedosis bestimmt. Deren Einheit Gray (Einheitenzeichen: Gy) ist auf die Masseneinheit der exponierten Substanz bezogen und beschreibt die Energie, welche die Strahlung dorthin übertragen hat. Die stochastischen Wirkungen beim Menschen werden darauf aufbauend durch die Äquivalentdosis quantifiziert. Sie berücksichtigt hinsichtlich solcher Risiken zusätzlich die unterschiedliche Wirksamkeit der Strahlenarten durch Strahlungswichtungsfaktoren.
Maßgebend im Strahlenschutz sind schließlich Körperdosen mit der Dosiseinheit Sievert (Einheitenzeichen: Sv). Konkret sind dies die Organ-Äquivalentdosis und die effektive Dosis bzw. bei der Inkorporation von Radionukliden die Folge-Organ-Äquivalentdosis und die effektive Folgedosis.
Im Rahmen dieses Artikels wird hauptsächlich die effektive Dosis (bzw. effektive Folgedosis) angesprochen. Sie ist auf den gesamten Körper bezogen und stellt eine Bilanz der Dosis dar. Die unterschiedliche Strahlenempfindlichkeit der betroffenen Organe berücksichtigt sie durch Gewebewichtungsfaktoren (vgl. Artikel Effektive Dosis). Durch Angabe der effektiven Dosis können verschiedenartige Expositionen hinsichtlich des stochastischen Risikos unmittelbar miteinander verglichen werden.
Körperdosen sind nicht direkt messbar. Ihre Ermittlung beruht auf Messgrößen, wie z. B. der Personendosis, der Ortsdosis, der Ortsdosisleistung, der Konzentration radioaktiver Stoffe in der Luft, der Kontamination des Arbeitsplatzes, der Aktivität von Ausscheidungen und der Eigenschaft der Strahlenquelle oder des Strahlungsfeldes (vgl. Artikel Äquivalentdosis).

## Szenarien
Der bisher einzige radiologische Notfall, der Deutschland betraf, waren die Auswirkungen des Reaktorunfalls von Tschernobyl im Jahr 1986.
Radiologischen Notfällen in diesem Sinn dürfte immer eine Vorwarnung vorausgehen. Ein ungeplantes Ereignis ist eingetreten, das am Ereignisort zu einer Freisetzung von Radioaktivität, u. U. zu einer Nuklearkatastrophe geführt hat oder führen kann. Kann das in der Folge am eigenen Aufenthaltsort zu einem Eintrag von Radionukliden führen, liegt eine potenzielle Gefährdung vor. Muss mit erheblichen nachteiligen Auswirkungen durch ionisierende Strahlung auf Menschen, die Umwelt oder Sachgüter gerechnet werden, liegt ein radiologischer Notfall vor. Die zuständigen Behörden informieren lagebezogen die betroffene Bevölkerung, geben Verhaltensempfehlungen und verfahren im Rahmen des radiologischen Notfallmanagements gemäß ihren Notfallplänen.
Der Eintrag der Radionuklide erfolgt überwiegend mit der Luft. Mögliche Strahlenexpositionen sind eine direkte Bestrahlung aus der Luft (Submersion), die Bodenstrahlung durch niedergeschlagene Radionuklide sowie die Inkorporation von Radionukliden durch Inhalation und Ingestion.
Von Bedeutung ist laut Internationaler Strahlenschutzkommission (ICRP) in erster Linie die äußere Bestrahlung, hauptsächlich die Bodenstrahlung, während die Submersion eine nur nachrangige Bedeutung hat. In zweiter Linie ist die Inkorporation maßgebend, dabei langfristig die Ingestion, kurzfristig und insgesamt von geringerer Bedeutung die Inhalation.
Hat sich nach einem Notfall die radiologische Lage stabilisiert, liegt eine „bestehende Expositionssituation“ im Sinne der ICRP-Publikation 103 Nr. 284 vor. Getroffene Schutzmaßnahmen können auf dieser Grundlage angepasst, u. U. wieder aufgehoben und durch Sanierungsmaßnahmen ergänzt werden.
Diesem geschilderten Ablauf entsprechend werden in einem radiologischen Notfall drei Phasen unterschieden (ICRP 103 Nr. 283):
- die „Frühphase“ (die in eine „Warnphase“ und eine mögliche „Freisetzungsphase“ unterteilt werden kann),
- die „Zwischenphase“ (die mit der Einstellung jeglicher Freisetzung und der Wiedererlangung der Kontrolle über die Quelle der Freisetzungen beginnt) und
- die „Spätphase“. Mit der Spätphase endet die Notfallexpositionssituation. Sie geht über in die „bestehende Expositionssituation“.

## Dosis-Eckwerte

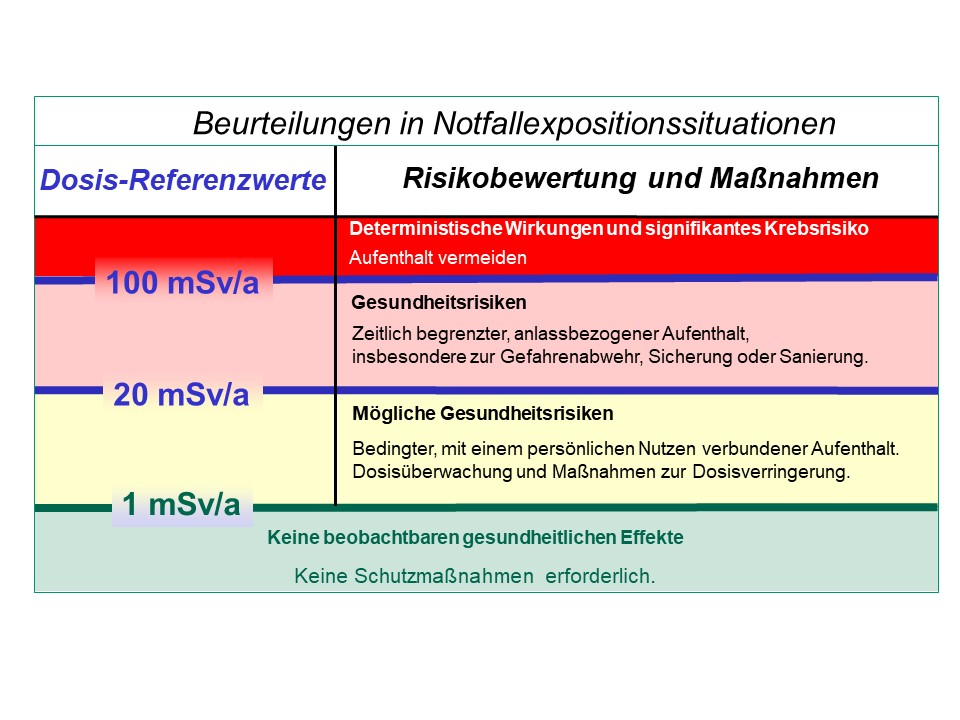
Abb. 1: Dosis-Referenzwerte (effektive Dosis) der Notfallexpositionssituation

### Dosis-Referenzwerte der Notfallexpositionssituation
Bewertungen im Strahlenschutz orientieren sich bei geplanten Anwendungen von ionisierenden Strahlen grundsätzlich an einem Rechtfertigungsgebot, einem Optimierungsgebot und an Dosisgrenzwerten. Bei radiologischen Notfällen, die immer ungeplant sind und bei denen stattdessen zwischen Notfall-Expositionssituationen und bestehenden Expositionssituationen unterschieden wird, werden diese Grundsätze sinngemäß angewandt. So sind Schutz-, Rettungs- und Sanierungsmaßnahmen gerechtfertigt durch den damit verbundenen Nutzen für die betroffene Bevölkerung. Der Grundsatz der Optimierung wird in Verbindung mit Referenzwerten beachtet, die an die Stelle von Dosisgrenzwerten treten.
Der Dosisrahmen der Referenzwerte für die Bevölkerung, der insgesamt während einer Notfallexposition in der Früh- und Zwischenphase des Notfalls beachtet werden soll, ist in Abb. 1 veranschaulicht. Er ist über die ICRP mit ihren Publikationen ICRP 103 und ICRP 146 und die Internationale Atomenergie-Organisation (IAEA) mit GSR-Part 7 international harmonisiert. Die Abbildung stellt die Referenzwerte 20 bzw. 100 mSv den Gesundheitsrisiken und einschlägigen Maßgaben zum Schutz der Bevölkerung gegenüber. Bei den Dosiswerten handelt es sich um effektive Dosen mit einer Integrationszeit von jeweils einem Jahr. Sie gelten unter realistischen Bedingungen, insbesondere unter Anwendung von Schutzmaßnahmen. Da sie als Obergrenze für die effektive Dosis vorab festgelegt sind, können sie im eingetretenen Notfall erniedrigt und zusätzlich spezifiziert (z. B. hinsichtlich Organ-Äquivalentdosen) werden. Einmal festgelegt dürfen Referenzwerte während eines Notfalls nicht überschritten, sie sollen jedoch durch Anpassung der getroffenen Schutzmaßnahmen möglichst weit unterschritten werden.
Die Referenzwerte für Einsatzkräfte bewegen sich im selben Rahmen, sind aber nach Empfehlung der ICRP 146 auf den Einsatzort und die Phasen der Notfallexposition konkreter ausgerichtet. Am Ereignisort sollen 100 mSv in der Frühphase, 100 mSv/a in der Zwischenphase und 20 mSv/a in der Spätphase nicht überschritten werden. Außerhalb des Ereignisorts sollen 100 mSv in der Frühphase, 20 mSv/a in der Zwischenphase und deutlich weniger als 20 mSv/a in der Spätphase nicht überschritten werden. Unter besonderen Umständen, wie für die Rettung von Menschenleben, dürfen die Referenzwerte bis zu einigen 100 mSv überschritten werden. Im deutschen Strahlenschutzgesetz gilt für Einsatzkräfte primär der gleiche Rahmen wie für die berufliche Strahlenexposition bei geplanten Expositionssituationen. Zum Schutz von Leben und Gesundheit wird ein höherer, nicht weiter differenzierter Referenzwert von 100 mSv festgesetzt, der unter Umständen auf 250 bis 500 mSv erhöht werden kann (§ 114 StrlSchG).
Der in Abb. 1 wiedergegebene Wert von 1 mSv/a ist in diesem Zusammenhang kein Referenzwert, sondern die Grenze zu dem Bereich, der aus Strahlenschutzsicht nicht weiter kontrolliert werden muss. Als Referenzwert tritt er jedoch bei der Begrenzung der Ingestion von Radionukliden in Erscheinung (siehe Unterabschnitt „Ingestion“).

### Notfall-Dosiswerte

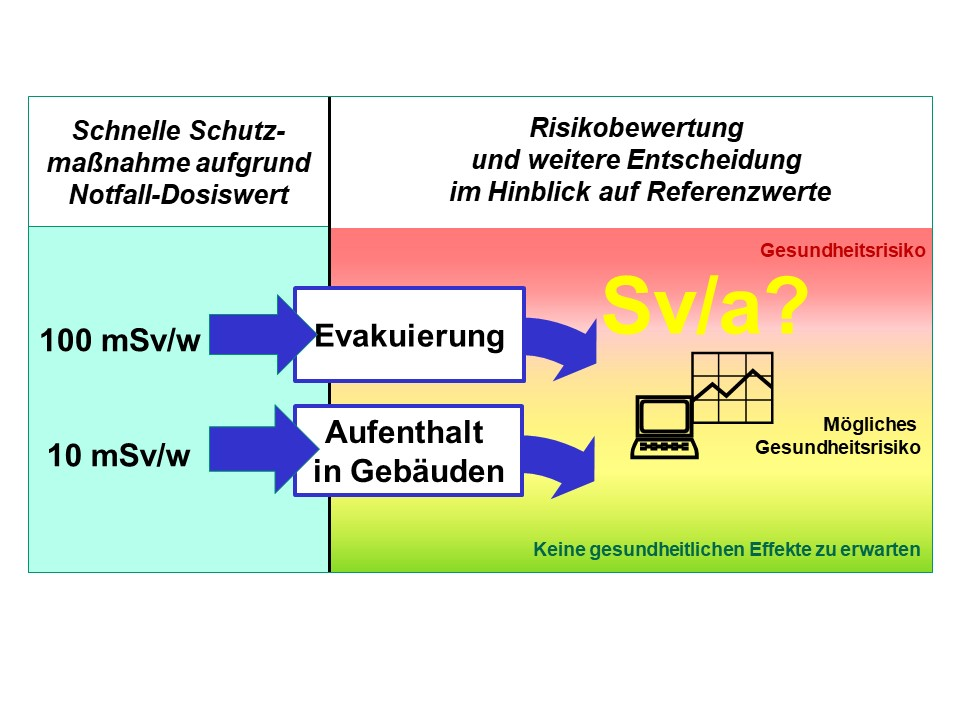
Abb. 2: Notfall-Dosiswerte (effektive Dosis) in Deutschland für Notfallexpositionssituationen

Notfall-Dosiswerte dienen als Kriterien, um in der Frühphase eines radiologischen Notfalls rasch über bestimmte erste Schutzmaßnahmen für die Bevölkerung zu entscheiden. Abb. 2 zeigt die in Deutschland mit der Notfall-Dosiswerte-Verordnung festgesetzten Werte von 10 mSv bzw. 100 mSv effektive Dosis pro Woche. Die Werte beziehen sich auf die effektive Dosis, die bei den vorliegenden Expositionsbedingungen eine gedachte Bezugsperson, die sich ständig ungeschützt im Freien aufhielte, durch äußere Bestrahlung und Inhalation aufnähme, extrapoliert auf den Zeitraum einer Woche. Ergäbe eine Abschätzung, dass die Notfall-Dosiswerte, die als Kriterium für die schnellen Schutzmaßnahmen „Aufenthalt in Gebäuden“ und „Evakuierung“ gelten, für die Bezugsperson überschritten würden, wären die zugehörigen Schutzmaßnahmen auszulösen.
Welche weiteren Schlussfolgerungen zu ziehen sind, insbesondere wie die Exposition im Rahmen der Referenzwerte zu bewerten ist und welche Schutzmaßnahmen erforderlich sind, muss das Notfallmanagement beurteilen. Vieles hängt davon ab, wie sich die reale Lage weiter entwickelt, wie sich die Umweltaktivität verändert (auch abhängig von Dekontaminierungsmaßnahmen) und welche Schutzmaßnahmen angewandt werden können.
Ein weiterer Notfall-Dosiswert betrifft die Schutzmaßnahme „Einnahme von Jodtabletten“. Er bezieht sich auf die Folge-Organ-Äquivalentdosis der Schilddrüse (250 mSv pro Woche bei Erwachsenen, 50 mSv pro Woche bei Kindern, Jugendlichen und Schwangeren). Auch hier ist Maßstab die ungeschützte Bezugsperson, die sich ständig im Freien aufhält.

### Referenzwert der bestehenden Expositionssituation
Unabhängig von radiologischen Notfällen muss man sich allgemein eine bestehende Expositionssituation als eine vorgefundene, nicht geplante Exposition vorstellen, die es zu kontrollieren gilt. Für sie gilt der Referenzwert 20 mSv/a. Unterhalb des Referenzwerts ist die Exposition akzeptabel, sie muss aber möglichst weiter reduziert werden (vgl. ICRP 103, Nr. 287). Angewandt auf radiologische Notfälle wäre dieser Referenzwert in der Spätphase maßgebend. An ihm würden sich z. B. Entscheidungen über die Rückkehr in ein kontaminiertes Gebiet orientieren, aus dem die Bevölkerung in der Frühphase evakuiert wurde.

## Dosisabschätzung
Alle genannten Dosis-Eckwerte sind Körperdosen und daher nicht direkt messbar. Sie müssen mit Hilfe messbarer Größen, wie die Ortsdosisleistung, Oberflächenkontamination, Aktivitätskonzentration abgeschätzt werden. Dies wird im Folgenden dargestellt, beschränkt auf die drei wesentlichen Expositionspfade der Strahlenexpositionen in Form der äußeren Bestrahlung, insbesondere durch auf dem Boden abgelagerte Radionuklide oder durch Submersion, der Inhalation von Radionukliden und der Ingestion von Radionukliden.
Grundsätzlich addieren sich die Wirkungen aller drei genannten Formen der Strahlenexposition. Je nach Lageentwicklung dürfte jedoch zeitweise der eine oder andere Expositionspfad dominieren und kann für sich alleine betrachtet werden, während die anderen Expositionspfade bereits nicht mehr oder möglicherweise erst später betrachtet werden müssen. Bei der effektiven Dosis erfolgt die Bewertung anhand der Summe der einzelnen Expositionsarten. Das gilt auch für Beiträge einzelner Radionuklide eines Radionuklidgemischs. Jedes Radionuklid kann für sich betrachtet werden. Dabei ist die zeitliche Einordnung wichtig. Aufgrund der unterschiedlichen Halbwertszeiten spielen manche Radionuklide unter Umständen nur in bestimmten Zeitfenstern eine Rolle und können im Übrigen außer Acht gelassen werden.
Dargestellt werden im Folgenden einfache Grundlagen für überschlägige Abschätzungen von Strahlenexpositionen. Ziel ist, die Größenordnung der damit verbundenen Strahlendosen darzustellen und dabei konservativ, d. h. auf der „sicheren Seite“ zu bleiben. Die angegebenen Strahlendosen beziehen sich auf die effektive Dosis (ausgenommen Radiojod, wo bezüglich Inhalation und Ingestion auch die Schilddrüsendosis (Folge-Organ-Äquivalentdosis) betrachtet wird).
Die Abschätzungen beruhen im Folgenden auf der Auswahl von Radionukliden, die in Tabelle 1 vorgestellt wurde. Besonders wichtige Radionuklide sind das Spaltprodukt I-131 und die Cäsiumisotope Cs-134 und Cs-137. I-131 ist zugleich ein Beispiel für ein relativ kurzlebiges Radionuklid, die Cäsiumisotope für relativ langlebige Radionuklide. I-131 ist außerdem ein Beispiel für ein Radionuklid, das relevante Organdosen verursacht (hier die Schilddrüsendosis (Folge-Organ-Äquivalentdosis)).
Es ist unmöglich, zuverlässig alle Radionuklide, die in einem radiologischen Notfall auftreten können, im Vorfeld zu erfassen. Egal welche Radionuklide auftreten, die für Dosisabschätzungen benötigten Daten, z. B. die nachfolgend benannten Dosiskoeffizienten und die Dosisleistungskoeffizienten, können jederzeit in den veröffentlichten Tabellenwerken der ICRP nachgeschlagen werden.

### Äußere Bestrahlung

#### Ortsdosisleistung

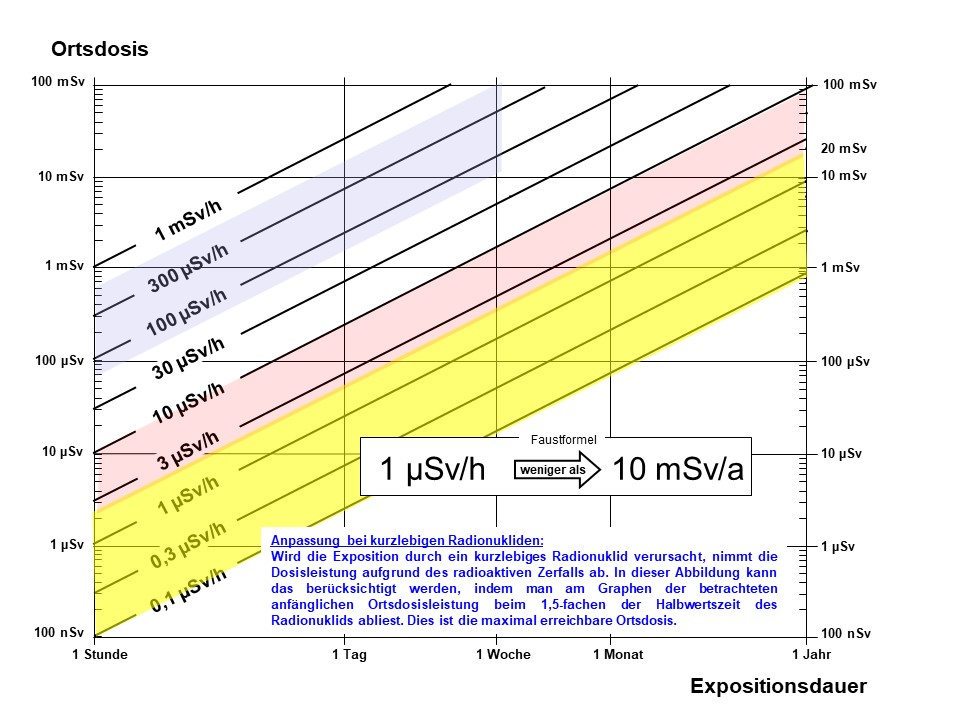
Abb. 3: Dosisaufnahme bei äußerer Strahlenexposition extrapoliert aus bekannter Ortsdosisleistung sowie daraus abgeleitete konservative Faustformel

Ohne zunächst auf Radionuklide näher einzugehen, steht im Mittelpunkt der Dosisabschätzung bei äußerer Bestrahlung die Ortsdosisleistung (Äquivalentdosisleistung).
Die Messung der Ortsdosisleistung ist einfach und von ihr liegen deshalb zu Beginn eines radiologischen Notfalls am schnellsten Messergebnisse vor. Aus ihr kann streng genommen zunächst nur auf die Ortsdosis, dem Produkt aus der Ortsdosisleistung mit der Zeit, geschlossen werden. Gleichwohl ergibt sich mit der Ortsdosis ein konservativer Wert auch für die Körperdosis. Tatsächlich ist die Körperdosis gegenüber der Ortsdosis immer geringer. Das liegt an Abschirmeffekten durch den Körper selbst gegenüber der von außen einfallenden Strahlung.
Für den Fall einer großräumigen, zeitlich wie örtlich weitgehend homogenen Ortsdosisleistung gilt damit bezüglich der zumeist maßgebenden effektiven Dosis:
Effektive Dosis (Mikrosievert) < Ortsdosisleistung (Mikrosievert pro Stunde) • Expositionszeit (Stunden)
Setzt man vereinfachend die effektive Dosis der Ortsdosis gleich, bietet sich als Faustformel an:
1 µSv/h Ortsdosisleistung → etwas weniger als 10 mSv effektive Dosis pro Jahr.
Ob ein Messwert der Ortsdosisleistung aussagekräftig ist, hängt insbesondere davon ab,
- wo gemessen wurde und ob es sich um einen repräsentativen, insbesondere auch zugänglichen Ort handelt,
- über welche räumliche Ausdehnung sich der Messwert erstreckt und ob es örtliche Schwankungen gibt,
- wann gemessen wurde und ob es eine zeitliche Tendenz gibt,
- ob es sich um einen Höchst- oder Mittelwert handelt,
- mit welcher Messmethode der Messwert aufgenommen wurde.

Erst das Vorliegen solcher zusätzlicher Angaben gestattet eine brauchbare Interpretation eines Messwerts und macht die Qualität einer Information aus. Unbeschadet dessen können fehlende Informationen zuweilen aus anderen hergeleitet werden. Soweit es sich um eine äußere Bestrahlung aufgrund von auf dem Boden abgelagerten Radionukliden handelt, siehe diesbezüglich den nächsten Abschnitt. Andererseits werden seriöse Messergebnisse immer in Verbindung mit den benötigten zusätzlichen Informationen publiziert.
In der beigefügten Abbildung (Abb. 3) fungiert die Ortsdosisleistung als Parameter und steht für den Anfangswert bei einer Expositionssituation. Die zugehörigen Funktionsgraphen sind Hochrechnungen der Ortsdosis für den Fall einer gleichbleibenden Dosisleistung über den jeweils betrachteten Zeitraum. Das ist beispielsweise der Fall, wenn sich die Quelle der Dosisleistung in dieser Zeit nicht wesentlich ändert. Handelt es sich um ein langlebiges Radionuklid wie Cs-137, kann dies über das gesamte Jahr der Fall sein, wenn im Übrigen die Rahmenbedingungen gleich bleiben. Bei kurzlebigeren Radionukliden wie I-131 hingegen muss der radioaktive Zerfall bei der Interpretation der Graphen berücksichtigt werden. Die in diesem Fall maximal erreichbare Dosis kann aus den Graphen der Abbildung beim ca. 1,5-fachen der Halbwertszeit abgelesen werden, bei I-131 wären dies zwölf Tage.
Die Abbildung zeigt (gelb bis rosa unterlegter Bereich), dass eine Ortsdosis, die dem unteren Referenzwert von 20 mSv/a (vgl. Abschnitt „Dosiseckwerte“) entspräche, bei einer Ortsdosisleistung ab 2 µSv/h erreicht wird. Das entspricht der o.a. Faustformel. Voraussetzung wäre eine über das Jahr andauernde gleichbleibende Stärke der Ortsdosisleistung. Der obere Referenzwert von 100 mSv/a würde bei einer Ortsdosisleistung von 10 µSv/h erreicht. In der Realität würden die Referenzwerte aber sicher unterschritten. Das liegt nicht nur an der über das Jahr hinweg nachlassenden Ortsdosisleistung, sondern auch an den realen Lebensverhältnissen. Die Menschen halten sich einen Großteil des Tages in Häusern auf, die die Strahlung abschirmen. Referenzwerte berücksichtigen Schutzmaßnahmen.
Solche „mildernden Umstände“ spielen aber keine Rolle bei der Frage, ob Notfall-Dosiswerte (vgl. Abschnitt „Dosiseckwerte“) erreicht werden. Der Notfall-Dosiswert von 10 mSv für die Schutzmaßnahme „Aufenthalt in Gebäuden“ bemisst sich nach der kurzen Zeit von nur einer Woche bei Daueraufenthalt im Freien ohne Berücksichtigung von Schutzmaßnahmen. Er würde in einer Woche bei einer Ortsdosisleistung von 60 µSv/h erreicht, wie die Abbildung zeigt (blau unterlegt). Der Notfall-Dosiswert von 100 mSv für die Schutzmaßnahme „Evakuierung“ würde entsprechend bei einer Ortsdosisleistung von 600 µSv/h erreicht.
Einen Überblick über die Ortsdosisleistung in Deutschland gibt eine Karte aus dem IMIS, die jederzeit aktuell im Internet über die Seiten des Bundesamts für Strahlenschutz eingesehen werden kann. Zu jeder der im IMIS betriebenen 1800 Messstellen kann der aktuelle Messwert sowie der zeitliche Verlauf der Stundenmesswerte während der vergangenen sieben Tage und der Tagesmittelwerte während des vergangenen Jahres abgelesen werden.

#### Bodenstrahlung

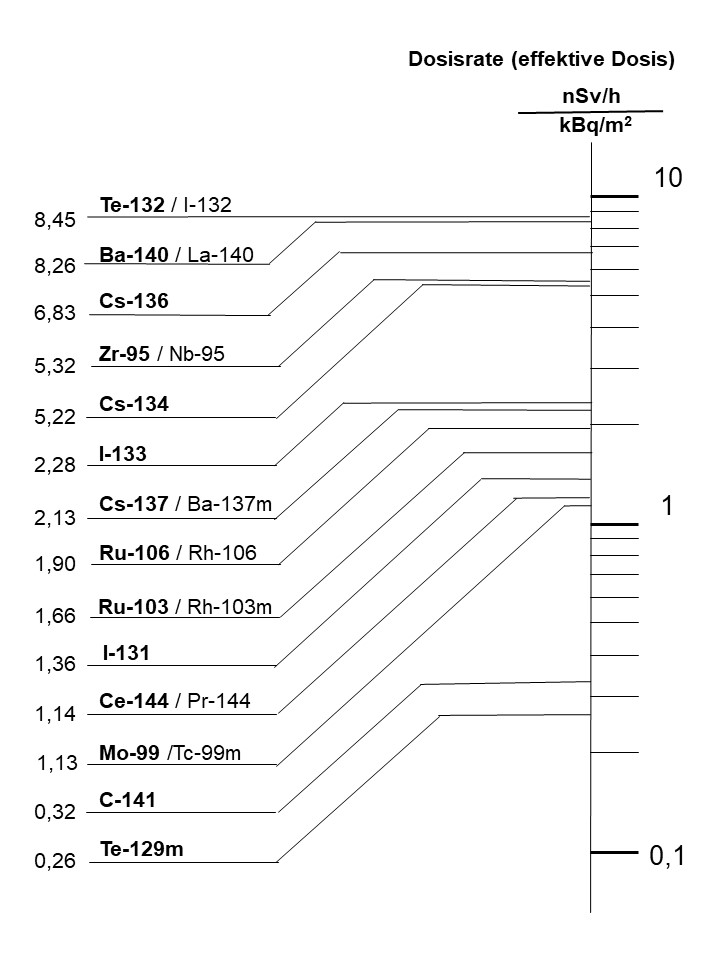
Abb. 4: Koeffizienten für die Rate der effektiven Dosis bei Erwachsenen bei äußerer Strahlenexposition durch ausgewählte, auf dem Boden oberflächlich abgelagerte Spaltprodukte

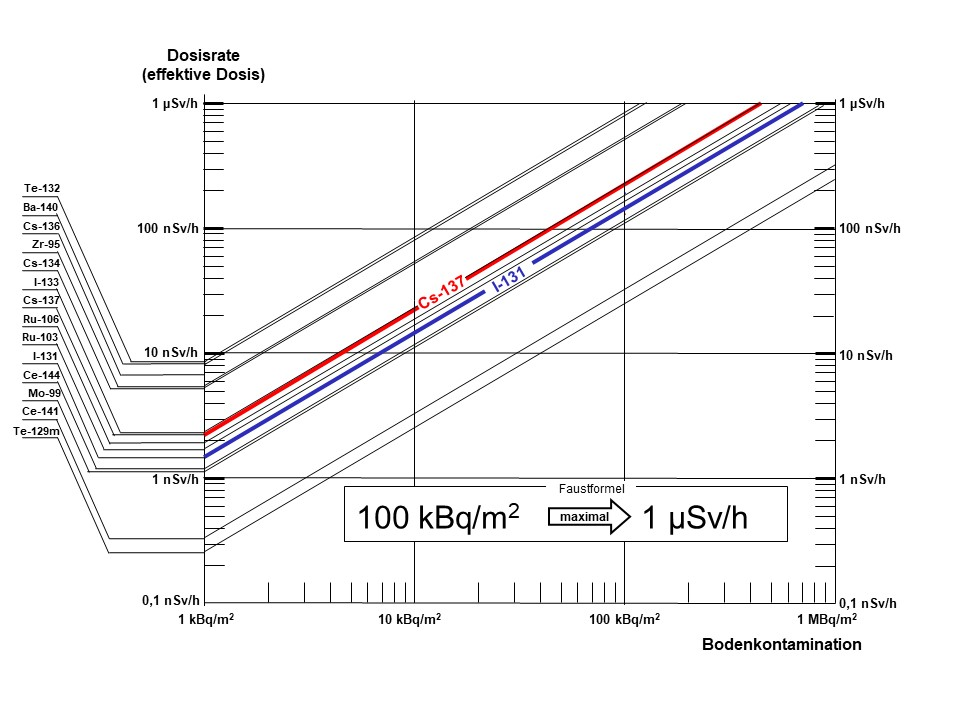
Abb. 5: Dosisrate (effektive Dosis) für Erwachsene bei bekannter Bodenkontamination durch ausgewählte, auf dem Boden oberflächlich abgelagerte Spaltprodukte sowie daraus abgeleitete konservative Faustformel

Typisch für die äußere Strahlenexposition ist die Gammastrahlung, die von einem im Gelände großräumig abgelagerten Radionuklid oder einem Gemisch von Radionukliden ausgeht (Bodenstrahlung).
Maßgebend für eine Bewertung der Strahlenexposition ist die von der abgelagerten Aktivität herrührende Ortsdosisleistung. Diese kann abgeleitet werden aus der Aktivität des Radionuklids, die pro Quadratmeter Boden abgelagert ist, d. h. die Oberflächenkontamination oder spezifischer die „Bodenkontamination“.
Bei einer gedachten unendlich ausgedehnten Fläche, auf der das Radionuklid gleichmäßig verteilt ist, trägt die Bodenkontamination aus allen Bereichen der Fläche zur Ortsdosisleistung an einem beliebigen Punkt über der Fläche bei. Aufgrund des größeren Abstands und aufgrund der Schwächung der Strahlung in der Atmosphäre sind die Beiträge von weiter entfernt liegenden Bereichen natürlich entsprechend geringer.
Aus der Kenntnis des Radionuklids in Verbindung mit seiner Aktivitätsverteilung leiten sich die weiteren Größen ab, die zur Abschätzung der Gefährdung maßgebend sind.
Maßgebend sind insbesondere Strahlungsart und Halbwertszeit, die für jedes Radionuklid charakteristisch sind. Die Halbwertszeit bestimmt, wie schnell die Strahlung abklingt, sofern nicht Aktivität fortlaufend nachgeliefert wird, z. B. bedingt durch die Wetterlage mit dem Wind oder über Regenfälle ausgewaschen aus der Atmosphäre. Auch die Zusammensetzung der Aktivität kann sich dabei ändern, z. B. indem andere Radionuklide folgen und abgelagert werden. Je besser die Informationen über die eigentlichen Ursachen der Kontamination sind, desto besser sind die Vorhersagen.
Die Berechnung der Dosis unter den Bedingungen der Bodenstrahlung erfolgt am einfachsten mit Hilfe von Koeffizienten für die Dosisrate, die in der Publikation ICRP 144 angegeben werden. Die in Abb. 4 und Tab. 2 angegebenen nuklidbezogenen Koeffizienten beschreiben also nicht die Ortsdosisleistung, sondern direkt die Zunahme der Körperdosen (Organ-Äquivalentdosen und effektive Dosen). Zur Unterscheidung wird hier der Begriff Dosisrate verwendet. Wie im Unterabschnitt „Dosisleistung“ bereits ausgeführt, ist die Dosisrate immer niedriger als die Ortsdosisleistung. Mit diesen Koeffizienten können die Körperdosen für eine gedachte Person, die auf einer kontaminierten Fläche steht, unmittelbar berechnet werden:
Dosisrate (nSv/h) = Aktivität pro Fläche (kBq/m2) • Dosisleistungskoeffizient ((nSv/h) / (kBq/m2))
Die umfangreichen Tabellenwerke der ICRP 144 betrachten alle bekannten Radionuklide, unterscheiden zwischen verschiedenen Tiefen der Bodenkontamination, den Altersklassen der exponierten Personen, den Organdosen und der effektiven Dosis. Die Koeffizienten der Dosisrate für Kinder sind größer als für Erwachsene, weil sich ihre Körperorgane aufgrund der geringeren Körpergröße näher an der strahlenden Oberfläche befinden. Ggf. vorhandene kurzlebige Tochternuklide sind in den Koeffizienten jedoch nicht eingerechnet und müssen gesondert berücksichtigt werden.
Die in den Abbildungen 4 und 5 wiedergegebenen Koeffizienten gelten für eine oberflächliche Ablagerung (Eindringtiefe in den Boden gleich Null).
Beispielsweise ergibt sich für Cs-137 zusammen mit seinem Tochternuklid Ba-137m ein Koeffizient für die Dosisrate bei Erwachsenen ein Wert von 2,13 (nSv/h)/(kBq/m2) für die effektive Dosis, wie aus den beigefügten Abbildungen 4 und 5 und aus Tab. 2 herausgelesen werden kann. Bei einer Bodenkontamination von 40.000 Bq/m2 (40 kBq/m2) ergibt sich durch Multiplikation mit diesem Koeffizienten eine Dosisrate von rund 85 nSv/h für die effektive Dosis. Bodenkontaminationen in dieser Größenordnung kamen in Gebieten Süddeutschlands aufgrund des Reaktorunfalls von Tschernobyl vor. Ein Messgerät, das die Ortsdosisleistung (Äquivalentdosisleistung) misst, würde bei einem realen vergleichbaren Szenarium einen höheren Wert, jedoch in gleicher Größenordnung messen. Der genaue Wert hinge von den vorliegenden realen natürlichen Geländebedingungen und von Schwankungen der abgelagerten Aktivität ab.
Ohne Rechnung, auch wenn diese einfach wäre, kann aus Abb. 5 bei Kenntnis der pro m² abgelagerten Aktivität für verschiedene Radionuklide die Rate der effektiven Dosis direkt abgelesen werden. Der Höchstwert ergibt sich für Te-132 (mit Tochter I-132), was eine „konservative“ Abschätzung ermöglicht (vgl. die in Abb. 5 angegebene „Faustformel“):
100 kBq/m2 Bodenkontamination → weniger als 1 µSv/h Dosisrate für die effektive Dosis.
| Z  | Element   | Kurzbe- zeichnung | Halbwerts- zeit | Zerfallsart | Koeffizient für die effektive Dosis in (nSv/h)/(kBq/m2) | Hinweise            |
| -- | --------- | ----------------- | --------------- | ----------- | ------------------------------------------------------- | ------------------- |
| 40 | Zirkonium | Zr-95             | 64 d            | Beta        | 5,01                                                    | mit Tochter Nb-95   |
| 42 | Molybdän  | Mo-99             | 2,7 d           | Beta        | 1,13                                                    | mit Tochter Tc-99m  |
| 44 | Ruthenium | Ru-103            | 39,3 d          | Beta        | 1,66                                                    | mit Tochter Rh-103m |
| 44 | Ruthenium | Ru-106            | 1 a             | Beta        | 1,90                                                    | mit Tochter Rh-106  |
| 52 | Tellur    | Te-129m           | 33,6 d          | Gamma       | 0,26                                                    | -                   |
| 52 | Tellur    | Te-132            | 3,2 d           | Beta        | 8,45                                                    | mit Tochter I-132   |
| 53 | Jod       | I-131             | 8 d             | Beta        | 1,36                                                    | -                   |
| 53 | Jod       | I-133             | 20,8 h          | Beta        | 2,28                                                    | -                   |
| 55 | Cäsium    | Cs-134            | 2 a             | Beta        | 5,22                                                    | -                   |
| 55 | Cäsium    | Cs-136            | 13,1 d          | Beta        | 6,83                                                    | -                   |
| 55 | Cäsium    | Cs-137            | 30,2 a          | Beta        | 2,13                                                    | mit Tochter Ba-137m |
| 56 | Barium    | Ba-140            | 12,8 d          | Beta        | 8,26                                                    | mit Tochter La-140  |
| 58 | Cer       | Ce-141            | 32,5 d          | Beta        | 0,32                                                    | -                   |
| 58 | Cer       | Ce-144            | 284,7 d         | Beta        | 1,14                                                    | mit Tochter Pr-144  |

### Innere Bestrahlung

#### Inhalation

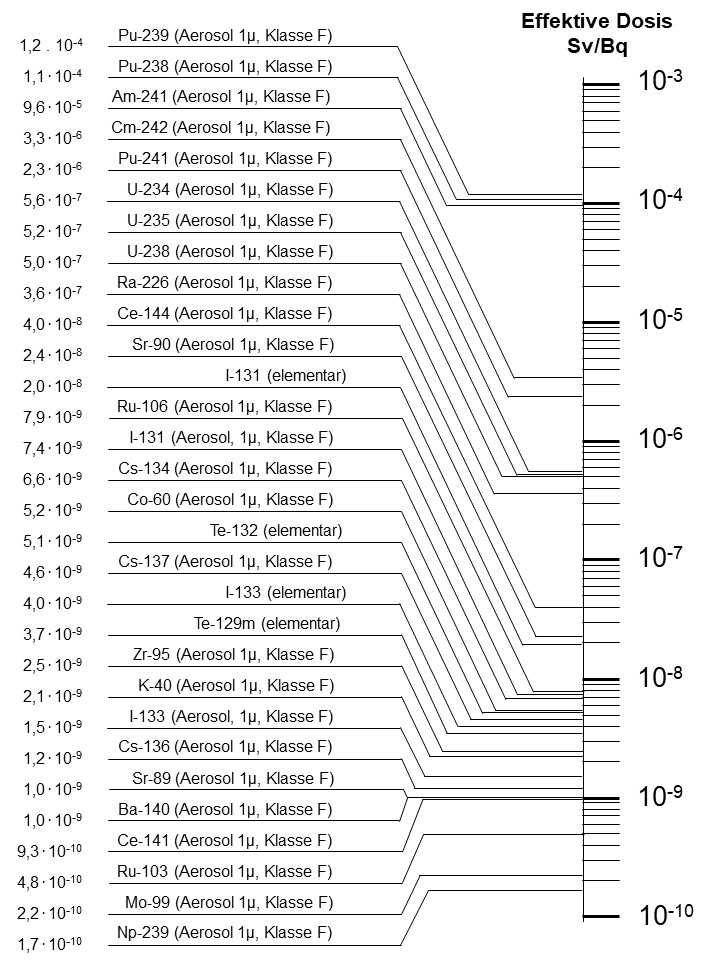
Abb. 6: Dosiskoeffizienten (effektive Folgedosis) für die Inhalation ausgewählter Radionuklide

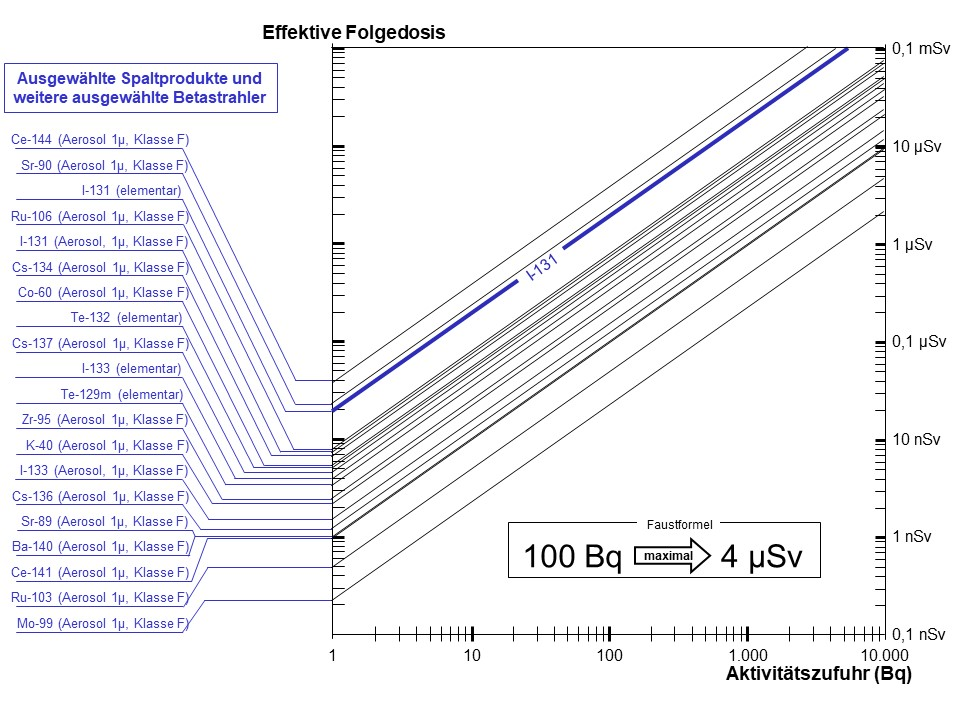
Abb. 7: Dosisaufnahme (effektive Folgedosis) durch Inhalation ausgewählter Spaltprodukte und weiterer Betastrahler bei bekannter Aktivitätszufuhr sowie daraus abgeleitete konservative Faustformel

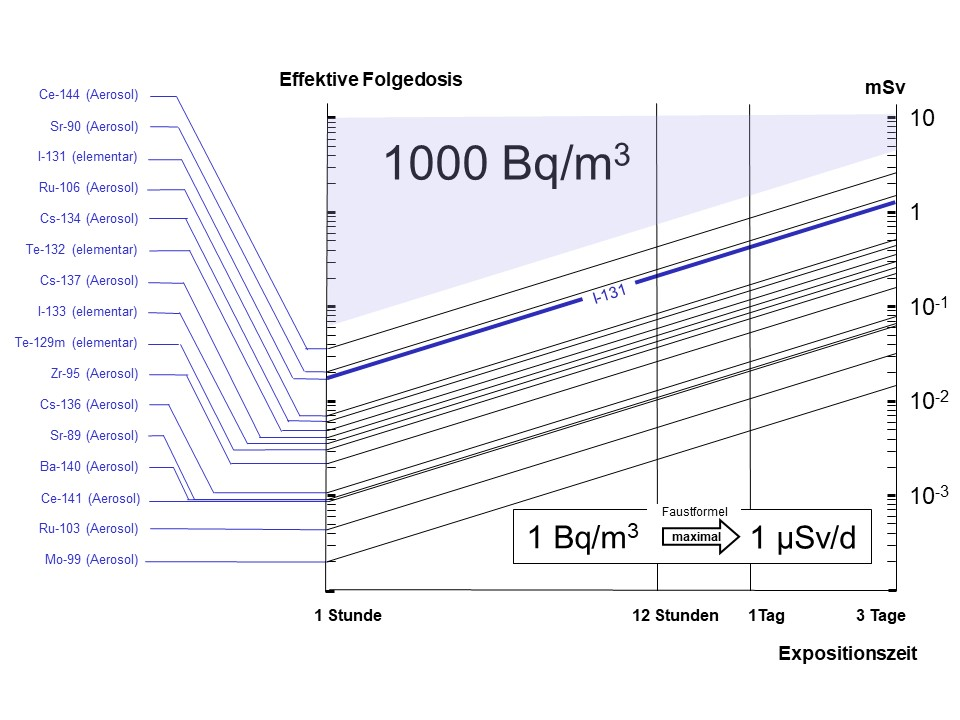
Abb. 8: Dosisaufnahme (effektive Folgedosis) durch Inhalation ausgewählter Spaltprodukte bei bekannter Aktivitätskonzentration in der Luft (hier 1000 Bq/m³) sowie daraus abgeleitete konservative Faustformel

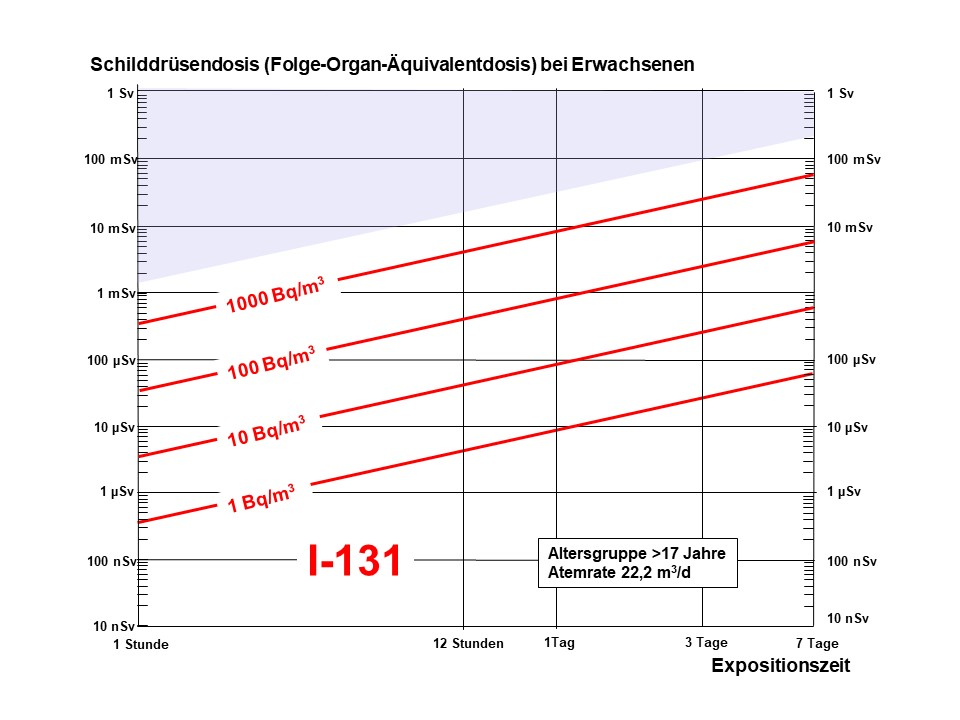
Abb. 9: Dosisaufnahme (Schilddrüsendosis) durch Inhalation von elementarem I-131 bei bekannter Aktivitätskonzentration in der Luft

Ein Radionuklid, das sich in der Atemluft befindet, kann eingeatmet (inhaliert) werden. Partikel unter 10 Mikrometern sind alveolengängig und werden damit dem Körper zugeführt. Maßgebend für die Aktivitätszufuhr durch Inhalation sind als Messgrößen die Aktivitätskonzentration in der Luft sowie die Atemrate, die bei einer erwachsenen Person mit 8100 m3 im Jahr bekannt ist (ca. 22 m3 pro Tag oder 0,9 m3 pro Stunde).
Es ist davon auszugehen, dass die Zeit, während der ein Radionuklid in der Atemluft vorliegt und inhaliert werden kann, begrenzt ist. Bei einem radiologischen Notfall wird eine Aktivitätskonzentration in der Atemluft in kurzer Zeit wieder zurückgehen oder verschwinden, indem sich die radioaktiven Stoffe auf dem Boden niederschlagen (z. B. aufgrund der Schwerkraft oder vom Regen aus der Atmosphäre ausgewaschen) oder Luftströmungen sie weitertragen. Ein niedergeschlagenes Radionuklid kann wieder aufgewirbelt werden („Resuspension“) oder es können erneut Radionuklide, auch andere als zuvor, mit der Luft herangetragen werden. Dennoch ist die Strahlenexposition aufgrund der Inhalation von Radionukliden zeitlich begrenzt und deshalb gegenüber den längerfristig wirksamen Expositionspfaden der äußeren Bestrahlung und der Ingestion von geringerer Bedeutung.
Die Zufuhr eines Radionuklids bedeutet nicht, dass es auch vom Körper aufgenommen (inkorporiert) wird. Unter Umständen wird es mit dem nächsten Atemzug wieder ausgeatmet, z. B. Radionuklide, die chemisch Edelgase sind, wie Krypton oder Xenon. Ein Radionuklid, das in nicht lungengängiger Form vorliegt, kann stattdessen auch vom Atemtrakt in den Mund und den Rachenraum und schließlich in den Verdauungstrakt gelangen, was als Ingestion gewertet wird. Währenddessen trägt es zu einer Dosisaufnahme des umgebenden Gewebes bei.
Die stoffliche Form, in der das Radionuklid vorliegt, bestimmt den weiteren Ablauf der Inkorporation nach der Zufuhr. Die maßgebenden stofflichen, chemischen wie physikalischen Formen, welche die Inkorporation von zugeführten Radionukliden bestimmen, sind z. B. elementare Formen (z. B. Jod-Isotope als Jodmolekül I2 oder bei Metallen die metallische Form), anorganische chemische Verbindungen (z. B. Oxide, Hydroxide, Salze), organische chemische Verbindungen (z. B. Jodmethan) oder Aerosole in unterschiedlicher Größe. Aufgrund seiner stofflichen Form kann ein Radionuklid mehr oder weniger lungengängig sein, in Körperflüssigkeiten unterschiedlich löslich und unterschiedlich chemisch reaktionsfreudig. Die stoffliche Form bestimmt infolgedessen zeitlich wie räumlich die weitere Verteilung der zugeführten Aktivität im Körper (Pharmakokinetik).
Eine Kategorisierung des Inkorporationsverhaltens geschieht mit Hilfe von Lungenabsorptionsklassen, denen Radionuklide abhängig von ihren chemischen Eigenschaften zugeordnet werden. Soweit im Einzelfall keine individuellen spezifischen Daten bekannt sind, wird durch Wahl einer geeignet erscheinenden Absorptionsklasse eine spezifischere Bewertung ermöglicht. Es werden die Absorptionsklassen F („fast“), M („moderate“) und S („slow“) unterschieden. Tritt ein Radionuklid als Aerosol auf, ist es außerdem einem aktivitätsbezogen gemittelten aerodynamischen Durchmesser (AMAD – „Activity Median Aerodynamic Diameter“) zuzuordnen. Hinsichtlich der Strahlenexposition der Bevölkerung wird üblicherweise von einem AMAD von 1 µm ausgegangen.
Das weitere Verhalten eines inkorporierten Radionuklids im Körper, sein Transport in verschiedene Körperregionen, sein Einbau und Verbleib in bestimmten Körperorganen oder -geweben wird von seinen chemischen und pharmakokinetischen Eigenschaften und den Stoffwechselprozessen bestimmt. Ein Radionuklid verhält sich chemisch genauso wie seine stabilen Isotope. Quantitativ befindet es sich jedoch mit seinen Atomen zahlenmäßig in einer relativ verschwindenden Minderheit gegenüber im Körper vorhandenen stabilen Isotopen oder Elementen, die sich chemisch ähnlich verhalten. Atome eines Radionuklids fallen als solche nicht besonders auf und „schwimmen mit“, bis sich zufallsbedingt nach den Gesetzen des radioaktiven Zerfalls einzelne Atomkerne des Radionuklids umwandeln und die Zerfallsprodukte ihre eigenen Wege gehen.
Aus der Sicht des Stoffwechsels mag ein aufgenommenes Radionuklid wegen der meist verschwindend geringen Masse relativ unbedeutend sein. Absolut betrachtet kann es sich dennoch um eine enorme Zahl radioaktiver Atomkerne handeln. Entsprechend groß kann die Zahl der Zerfälle sein und die ausgesandte Strahlung macht sich im biologischen Gewebe zerstörerisch bemerkbar. Die noch viel größere, für uns überhaupt nicht vorstellbar große Zahl der stabilen Atome wird uns dagegen gar nicht bewusst.
Zusammenfassend wird der Verbleib eines Radionuklids im Körper durch seine biologische Halbwertszeit beschrieben. Das ist die Zeit, in der die eingangs inkorporierte Aktivität auf die Hälfte abgenommen hat, sowohl durch den radioaktiven Zerfall (infolge der physikalischen Halbwertszeit) als auch durch biologische Ausscheidungen.
Die für eine Bewertung der Inhalation radioaktiver Stoffe aus Strahlenschutzsicht maßgebenden Größen sind die Körperdosen, genauer die Folge-Organ-Äquivalentdosen und die effektive Folgedosis. Diese Dosen hängen einerseits von der für das Radionuklid spezifischen Strahlung, insbesondere der jetzt wirksam werdenden Teilchenstrahlung, andererseits von seiner Anreicherung in Organen ab. Sie werden dem Zeitpunkt der Inkorporation zugeschrieben, auch wenn sich die tatsächliche Dosisaufnahme unter Umständen auf einen recht langen späteren Zeitraum verteilt. Das gesamte physikalische und biokinetische Verhalten des Radionuklids in der weiteren Zukunft wird für eine Bewertung betrachtet. Die Lösung, wie unter solch komplexen Rahmenbedingungen eine Dosis in der Praxis mit überschaubarem Aufwand abgeschätzt werden kann, liefert die ICRP. Sie stellt ein umfangreiches Tabellenwerk mit berechneten Dosiskoeffizienten für die Inhalation in der Publikation ICRP 72 bereit (vgl. Abb. 6 und Tab. 3).
Die Dosiskoeffizienten drücken für jedes Radionuklid die pro zugeführter (inhalierter) Aktivität erhaltenen Körperdosen aus. Mit ihrer Hilfe wird die Dosis aus der zugeführten Aktivität wie folgt berechnet:
Körperdosis (Sv) = Inhalierte Aktivität (Bq) • Dosiskoeffizient (Sv/Bq)
Die spezifischen Nebenbedingungen hinsichtlich der Form, in der Radionuklide vorliegen, in der Regel die Absorptionsklassen und die Aerosolgrößen, werden über die Wahl der zutreffenden Dosiskoeffizienten berücksichtigt. Solche Nebenbedingungen müssen also eingangs bekannt sein. Liegen darüber keine Informationen vor, sind Standardbedingungen anzunehmen. Nötigenfalls sind „worst-case“-Bedingungen zugrunde zu legen, damit der gewählte Dosiskoeffizient auf der „sicheren Seite“ liegt und die Dosisabschätzung als „konservativ“ gilt. Dies kann allerdings zu einer deutlichen Überschätzung der Dosis führen.
Die Dosiskoeffizienten unterscheiden auch nach Altersklassen. Die Werte in Tab. 3 und Abb. 6 - 9 für ausgewählte Radionuklide gelten für Personen über 17 Jahren. Tochternuklide sind ggf. berücksichtigt. Es zeigen sich erhebliche Unterschiede zwischen den Radionukliden. Diese Unterschiede beruhen auf den unterschiedlichen Energien der für die Radionuklide charakteristischen Teilchenstrahlung, ihren unterschiedlichen physikalischen Halbwertszeiten und ihrem unterschiedlichen biokinetischen sowie Stoffwechselverhalten. Für Radionuklide in Form von Edelgasen, wie z. B. Kr-85 oder Xe-133, die wichtige Spaltprodukte darstellen, liegen keine Dosiskoeffizienten vor, da sie bei einer Inhalation nicht vom Körper aufgenommen werden. Die Bandbreite der Werte ist wesentlich größer als bei den Koeffizienten für die Dosisraten bei Gammastrahlung durch Bodenstrahlung.
Als Faustformel führt eine Inhalation von 100 Bq der in Abb. 7 angegebenen Spaltprodukte zu einer effektiven Folgedosis von maximal vier Mikrosievert. Für Cs-137 führt die Anwendung dieser Faustformel zu einer Überschätzung um fast den Faktor 10, was ihre Konservativität deutlich macht. Voraussetzung für diese Konservativität ist jedoch das Vorliegen ausschließlich von Betastrahlern, was bei Spaltprodukten der Fall ist. Alphastrahler müssen ausgeschlossen werden können, denn für die ergeben sich wesentlich höhere Dosiswerte, teilweise um den Faktor 1000 und mehr (vgl. Tab. 3 und Abb. 6).
Ausgehend von einer bekannten Aktivitätskonzentration in der Atmosphäre kann nach Auswahl des zutreffenden oder unter Umständen des ungünstigsten Dosiskoeffizienten die erwartete bzw. „worst-case“-Dosis wie folgt hochgerechnet werden:
Körperdosis (Sv) = Aktivitätskonzentration (Bq/m3) • Dosiskoeffizient (Sv/Bq) • Atemrate (m3/h) • Zeit (h)
Als Faustformel führt ein Aufenthalt in einer mit Spaltprodukten kontaminierten Atmosphäre in Höhe von 1000 Bq/m3 maximal zu einer effektiven Dosis von einem Millisievert pro Tag (vgl. Abb. 8). Damit können ohne genaue Kenntnis der konkret vorhandenen Radionuklide erste Messwerte der so genannten „Beta-Gesamtaktivität“ in der Luft bewertet werden.
Die Inhalation von Radionukliden ist als Expositionspfad bei Entscheidungen über schnelle Schutzmaßnahmen zu Beginn einer Notfall-Expositionssituation mit zu berücksichtigen. Es müssen recht hohe Konzentrationen lange genug vorliegen, damit die Inhalation neben der externen Exposition ins Gewicht fällt. Erst bei Konzentrationen von über 1000 Bq/m3, die über den Zeitraum einer Woche anhalten, würde der Notfall-Dosiswert von 10 mSv für die Schutzmaßnahme „Aufenthalt in Gebäuden“ erreicht (vgl. die farbliche Unterlegung in Abb. 8).
Die abgebildeten Graphen für die Schilddrüsendosis (Folge-Organ-Äquivalentdosis) durch Inhalation von I-131 (Abb. 9) gelten für die elementare Form (I2). Für die Aerosol-Form sind die Dosiskoeffizienten deutlich niedriger. Die Abbildung gilt für Erwachsene. Sie zeigt, dass der Notfall-Dosiswert für die Einnahme von Jodtabletten (250 mSv Schilddrüsendosis innerhalb einer Woche) erst angemessen wäre, wenn anhaltend mit einigen 1000 Bq/m3 I-131 in der Atmosphäre gerechnet werden müsste. Ggf. gilt das ungeachtet einer bereits ausgerufenen Schutzmaßnahme, in Gebäuden zu bleiben, was die tatsächliche Jodaufnahme reduzieren würde.
| Z  | Element     | Kurz- bez. | Halbwerts- zeit | Zerfallsart    | Form                                                             | Effektive Dosis in Sv/Bq                                       | größte Organdosis (Organ) in Sv/Bq                                                                           | Hinweise                              |
| -- | ----------- | ---------- | --------------- | -------------- | ---------------------------------------------------------------- | -------------------------------------------------------------- | --- | ------------------------------------- |
| 1  | Wasserstoff | H-3        | 12,3 a          | Beta           | organisch elementar CH3T HTO Aerosol (F) Aerosol (M) Aerosol (S) | 4,10E-11 1,80E-15 1,80E-13 1,80E-11 6,20E-12 4,50E-11 2,60E-10 | – 3,20E-10 (Lunge) 2,10E-09 (Lunge)                                                                          | –                                     |
| 19 | Kalium      | K-40       | 1,3 Mrd. a      | Beta, K, Beta+ | Aerosol (F)                                                      | 2,10E-09                                                       | 4,60E-09 | –                                     |
| 27 | Kobalt      | Co-60      | 5,3 a           | Beta           | Aerosol (F) Aerosol (M) Aerosol (S)                              | 5,20E-09 1,00E-08 3,10E-08                                     | 1,30E-08 (Atemwege) 5,20E-08 (Lunge) 1,80E-07 (Lunge)                                                        | –                                     |
| 36 | Krypton     | Kr-85      | 10,7 a          | Beta           | elementar                                                        | 0                                                              | 0 | Edelgas                               |
| 38 | Strontium   | Sr-89      | 50,5 d          | Beta           | Aerosol (F) Aerosol (M) Aerosol (S)                              | 1,00E-09 6,10E-09 7,90E-09                                     | 5,4E-09 (Knochenoberfläche) 4,50E-08 (Lunge) 6,20E-08 (Lunge)                                                | –                                     |
| 38 | Strontium   | Sr-90      | 28,8 a          | Beta           | Aerosol (F) Aerosol (M) Aerosol (S)                              | 2,40E-08 3,60E-08 1,60E-07                                     | 3,70E-07 (Knochenoberfläche 2,10E-07 (Lunge) 1,30E-06 (Lunge)                                                | mit Tochter Y-90                      |
| 39 | Yttrium     | Y-90       | 2,7 d           | Beta           | –                                                                | –                                                              | – | Zerfallsprodukt von Sr-90             |
| 40 | Zirkonium   | Zr-95      | 64 d            | Beta           | Aerosol (F) Aerosol (M) Aerosol (S)                              | 2,50E-09 4,80E-09 5,90E-09                                     | 5,30E-08 (Knochenoberfläche) 3,10E-08 (Lunge) 4,20E-08 (Lunge)                                               | mit Tochter Nb-95                     |
| 41 | Niob        | Nb-95      | 35 d            | Beta           | –                                                                | –                                                              | – | Zerfallsprodukt von Zr-95             |
| 42 | Molybdän    | Mo-99      | 2,7 d           | Beta           | Aerosol (F) Aerosol (M) Aerosol (S)                              | 2,20E-10 8,90E-10 9,90E-10                                     | 1,60E-09 (Atemwege) 6,30E-09 (Lunge) 6,00E-09 (Lunge)                                                        | mit Tochter Tc-99m                    |
| 43 | Technetium  | Ts-99m     | 6 h             | Gamma          | –                                                                | –                                                              | – | Zerfallsprodukt von Mo-99             |
| 44 | Ruthenium   | Ru-103     | 39,9 d          | Beta           | Tetroxid Aerosol (F) Aerosol (M) Aerosol (S)                     | 1,10E-09 4,80E-10 2,40E-09 3,00E-09                            | 3,10E-09 (Dickdarm) 2,50E-09 (Atemwege) 1,80E-08 (Lunge) 2,20E-08 (Lunge)                                    | mit Tochter Rh-103m                   |
| 44 | Ruthenium   | Ru-106     | 1 a             | Beta           | Tetroxid Aerosol (F) Aerosol (M) Aerosol (S)                     | 1,80E-08 7,90E-09 2,80E-08 6,60E-08                            | 4,10E-08 (Dickdarm) 1,30E-08 (Dickdarm) 2,00E-07 (Lunge) 5,30E-07 (Lunge)                                    | mit Tochter Rh-106                    |
| 45 | Rhodium     | Rh-103m    | 56 min          | Gamma          | –                                                                | –                                                              | – | Zerfallsprodukt von Ru-103            |
| 45 | Rhodium     | Rh-106     | 30 s            | Beta           | –                                                                | –                                                              | – | Zerfallsprodukt von Ru-106            |
| 52 | Tellur      | Te-129m    | 33,6 d          | Gamma          | elementar Aerosol (F) Aerosol (M) Aerosol (S)                    | 3,70E-09 1,30E-09 6,60E-09 7,90E-09                            | 3,40E-08 (Knochenoberfläche) 1,10E-08 (Knochenoberfläche) 4,80E-08 (Lunge) 6,10E-08 (Lunge)                  | mit Te-129                            |
| 52 | Tellur      | Te-129     | 1,2 h           | Beta           | –                                                                | –                                                              | – | zerfällt in I-129                     |
| 52 | Tellur      | Te-132     | 3,2 d           | Beta           | elementar Aerosol (F) Aerosol (M) Aerosol (S)                    | 5,10E-09 1,80E-09 2,00E-09                                     | 7,60E-08 (Schilddrüse) 2,50E-08 (Schilddrüse) 1,00E-08 (Lunge) 1,10E-08 (Lunge)                              | mit Tochter I-132                     |
| 53 | Jod         | I-132      | 2,3 h           | Beta           | –                                                                | –                                                              | – | Zerfallsprodukt von Te-132            |
| 53 | Jod         | I-131      | 8 d             | Beta           | CH3I elementar Aerosol (F) Aerosol (M) Aerosol (S)               | 1,50E-08 2,00E-08 7,40E-09 2,40E-09 1,60E-09                   | 3,10E-07 (Schilddrüse) 3,90E-07 (Schilddrüse) 1,50E-07 (Schilddrüse) 2,20E-08 (Schilddrüse) 1,10E-08 (Lunge) | –                                     |
| 53 | Jod         | I-133      | 20,8 h          | Beta           | CH3I elementar Aerosol (F) Aerosol (M) Aerosol (S)               | 3,10E-09 4,00E-09 1,50E-09 5,50E-10 4,30E-10                   | 6,00E-08 (Schilddrüse) 7,60E-08 (Schilddrüse) 2,80E-08 (Schilddrüse) 3,60E-09 (Schilddrüse) 2,00E-09 (Lunge) | –                                     |
| 54 | Xenon       | Xe-133     | 5,2 d           | Beta           | elementar                                                        | 0                                                              | 0 | Edelgas                               |
| 55 | Cäsium      | Cs-134     | 2 a             | Beta           | Aerosol (F) Aerosol (M) Aerosol (S)                              | 6,60E-09 9,10E-09 2,00E-08                                     | 1,20E-08 (Atemwege) 5,00E-08 (Lunge) 1,40E-07 (Lunge)                                                        | –                                     |
| 55 | Cäsium      | Cs-136     | 13,1 d          | Beta           | Aerosol (F) Aerosol (M) Aerosol (S)                              | 1,20E-09 2,50E-09 2,80E-09                                     | 8,90E-09 (Atemwege) 1,60E-08 (Lunge) 1,80E-08 (Lunge)                                                        | –                                     |
| 55 | Cäsium      | Cs-137     | 30,2 a          | Beta           | Aerosol (F) Aerosol (M) Aerosol (S)                              | 4,60E-09 9,70E-09 3,90E-08                                     | 7,40E-09 (Atemwege) 6,30E-08 (Lunge) 3,00E-07 (Lunge)                                                        | mit Tochter Ba-137m                   |
| 56 | Barium      | Ba-137m    | 2,6 min         | Gamma          | –                                                                | –                                                              | – | Zerfallsprodukt von Cs-137m           |
| 56 | Barium      | Ba-140     | 12,8 d          | Beta           | Aerosol (F) Aerosol (M) Aerosol (S)                              | 1,00E-09 5,10E-09 5,80E-09                                     | 5,40E-09 (Dickdarm) 3,50E-08 (Lunge) 4,20E-08 (Lunge)                                                        | mit Tochter La-140                    |
| 57 | Lanthan     | La-140     | 1,7 d           | Beta           | –                                                                | –                                                              | – | Zerfallsprodukt von Ba-140            |
| 58 | Cer         | Ce-141     | 32,5 d          | Beta           | Aerosol (F) Aerosol (M) Aerosol (S)                              | 9,30E-10 3,20E-09 3,80E-09                                     | 1,70E-08 (Knochenoberfläche) 2,40E-08 (Lunge) 3,00E-08 (Lunge)                                               | –                                     |
| 58 | Cer         | Ce-144     | 284,7 d         | Beta           | Aerosol (F) Aerosol (M) Aerosol (S)                              | 4,00E-08 3,60E-08 5,30E-08                                     | 4,06E-07 (Leber) 1,90E-07 (Lunge) 4,20E-07 (Lunge)                                                           | mit Tochter Pr-144 und Folgeprodukten |
| 59 | Praseodym   | Pr-144     | 17,3 min        | Beta           | –                                                                | –                                                              | – | Zerfallsprodukt von Ce-144            |
| 86 | Radon       | Rn-222     | 3,8 d           | Alpha          | –                                                                | –                                                              | – | Zerfallsprodukt von Ra-226            |
| 88 | Radium      | Ra-226     | 1602 a          | Apha           | Aerosol (F) Aerosol (M) Aerosol (S)                              | 3,60E-07 3,50E-06 9,50E-06                                     | 1,60E-05 (Knochenoberfläche) 2,80E-05 (Lunge) 7,90E-05 (Lunge)                                               | mit Tochter Rn-222 und Folgeprodukten |
| 92 | Uran        | U-234      | 250.000 a       | Alpha          | Aerosol (F) Aerosol (M) Aerosol (S)                              | 5,60E-07 3,50E-06 9,40E-06                                     | 9,50E-06 (Knochenoberfläche) 2,70E-05 (Lunge) 7,80E-05 (Lunge)                                               | mit Folgeprodukten                    |
| 92 | Uran        | U-235      | 700 Mio. a      | Alpha          | Aerosol (F) Aerosol (M) Aerosol (S)                              | 5,20E-07 3,10E-06 8,50E-06                                     | 9,00E-06 (Knochenoberfläche) 2,40E-05 (Lunge) 7,00E-05 (Lunge)                                               | mit Folgeprodukten                    |
| 92 | Uran        | U-238      | 4,5 Mrd. a      | Alpha          | Aerosol (F) Aerosol (M) Aerosol (S)                              | 5,00E-07 2,90E-06 8,00E-06                                     | 8,70E-06 (Knochenoberfläche) 2,20E-05 (Lunge) 6,70E-05 (Lunge)                                               | mit Folgeprodukten                    |
| 93 | Neptunium   | Np-239     | 2,4 d           | Beta           | Aerosol (F) Aerosol (M) Aerosol (S)                              | 1,70E-10 9,30E-10 1,00E-09                                     | 2,70E-09 6,30E-09 (Lunge) 7,10E-09 (Lunge)                                                                   | mit Folgeprodukten                    |
| 94 | Plutonium   | Pu-238     | 87,7 a          | Alpha          | Aerosol (F) Aerosol (M) Aerosol (S)                              | 1,10E-04 4,60E-05 1,60E-05                                     | 3,60E-03 (Knochenoberfläche) 1,40E-03(Knochenoberfläche) 1,60E-04 (Knochenoberfläche)                        | Zerfallsprodukt von Cm-242            |
| 94 | Plutonium   | Pu-239     | 24.110 a        | Alpha          | Aerosol (F) Aerosol (M) Aerosol (S)                              | 1,20E-04 5,00E-05 1,60E-05                                     | 4,00E-03 (Knochenoberfläche) 1,50E-03 (Knochenoberfläche) 1,80E-04 (Knochenoberfläche)                       | mit Folgeprodukten                    |
| 94 | Plutonium   | Pu-241     | 14,4 a          | Beta           | Aerosol (F) Aerosol (M) Aerosol (S)                              | 2,30E-06 9,00E-07 1,70E-07                                     | 7,90E-05 (Knochenoberfläche) 3,10E-05 (Knochenoberfläche) 4,10E-06 (Knochenoberfläche)                       | mit Tochter Am-241 und Folgeprodukten |
| 95 | Americium   | Am-241     | 432,2 a         | Alpha          | Aerosol (F) Aerosol (M) Aerosol (S)                              | 9,60E-05 4,20E-05 1,60E-05                                     | 4,40E-03 (Knochenoberfläche) 1,70E-03 (Knochenoberfläche) 2,10E-04 (Knochenoberfläche)                       | mit Folgeprodukten                    |
| 96 | Curium      | Cm-242     | 162,8 d         | Apha           | Aerosol (F) Aerosol (M) Aerosol (S)                              | 3,30E-06 5,20E-06 5,90E-06                                     | 9,00E-05 (Knochenoberfläche) 3,50E-05 (Lunge) 4,90E-05 (Lunge)                                               | mit Tochter Pu-238 und Folgeprodukten |

#### Ingestion

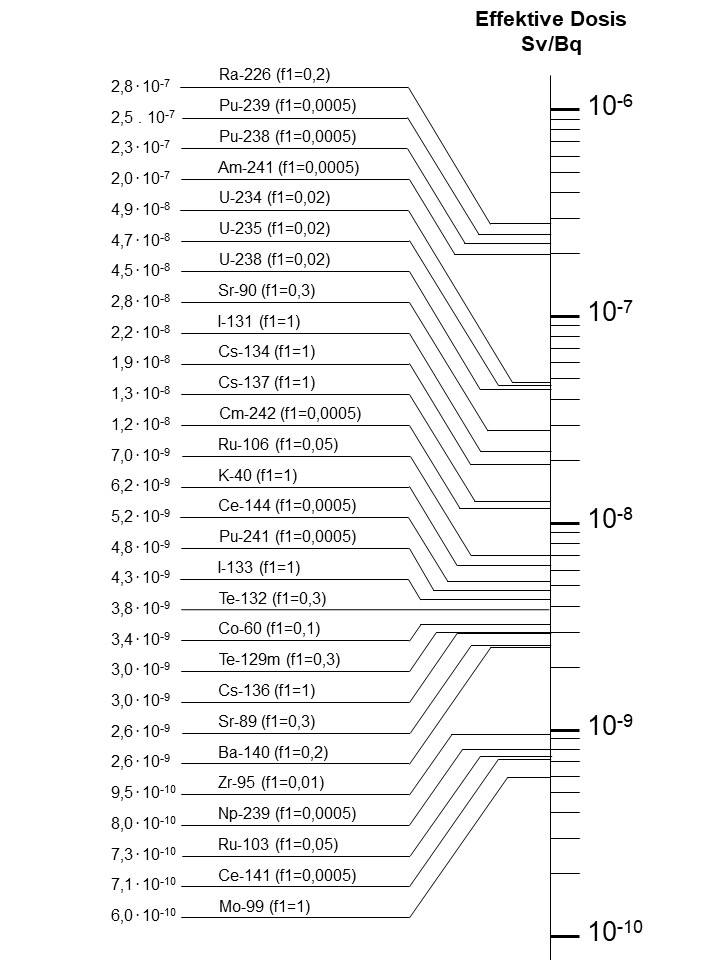
Abb. 10: Dosiskoeffizienten (effektive Dosis) für die Ingestion ausgewählter Radionuklide

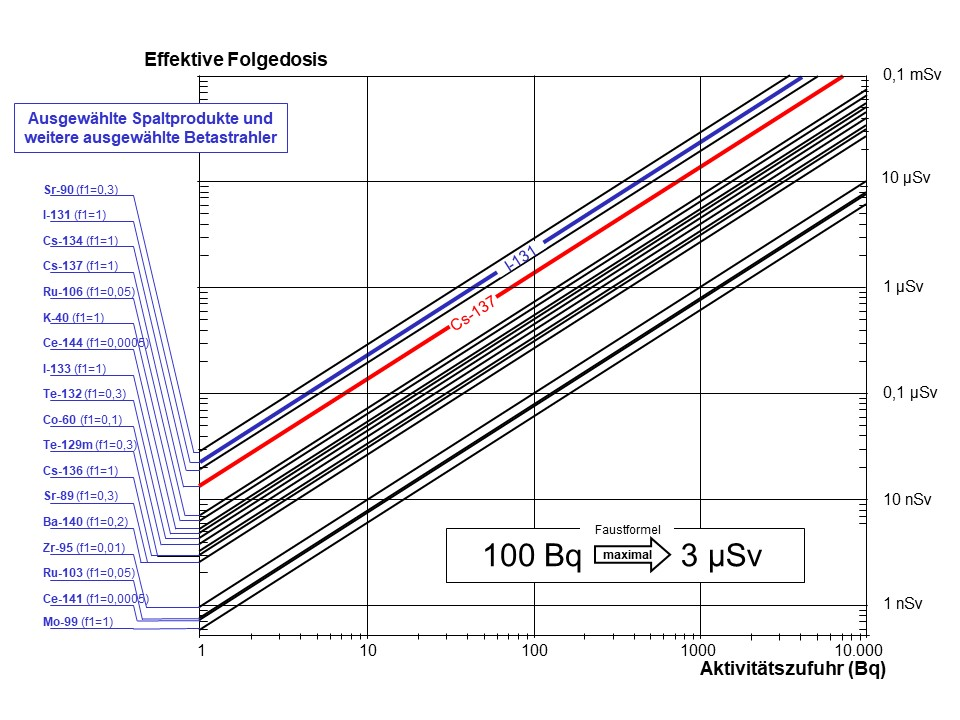
Abb. 11: Dosisaufnahme (effektive Folgedosis) durch Ingestion ausgewählter Spaltprodukte und anderer Betastrahler bei bekannter Aktivitätszufuhr sowie daraus abgeleitete konservative Faustformel

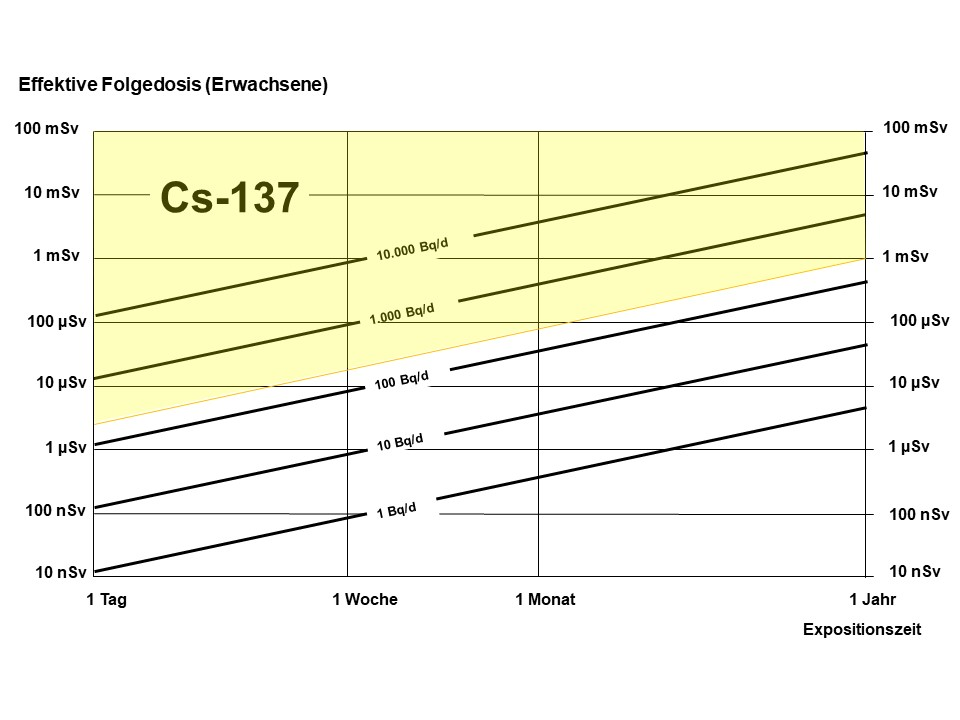
Abb. 12: Dosisaufnahme (effektiv) durch regelmäßige Ingestion von Cs-137 bei bekannter gleichbleibender Aktivitätszufuhr pro Tag

Ingestion von Radionukliden ist deren Zufuhr mit Lebensmitteln. Die Inkorporation erfolgt über den Verdauungstrakt. Kurzfristig sind in einem radiologischen Notfall Radionuklide zu betrachten, die sich oberflächlich auf Pflanzen niedergeschlagen haben, z. B. auf Salat, Blattgemüse und Obst, und durch deren Verzehr dem Menschen direkt zugeführt werden. Die Ablagerung auf den Pflanzen ist weitgehend unabhängig von der Form der Radionuklide. Es können die verschiedensten chemischen Verbindungen und auch relativ kurzlebige Radionuklide vorkommen. Waschen, eine nach Möglichkeit angemessen lange Lagerung vor dem Verzehr, Einschränkungen beim Verzehr usw. sind einfache und wirksame Schutzmaßnahmen. Gleichermaßen können Radionuklide auf der Weide von Kühen aufgenommen und dem Menschen über Milch und Milchprodukte zugeführt werden.
Längerlebige Radionuklide können auch eine entsprechend langfristige radioaktive Kontamination von Lebensmitteln pflanzlicher und tierischer Herkunft zur Folge haben. Radionuklide können z. B. über den pflanzlichen Stoffwechsel aus dem Boden in Pflanzen oder aus Gewässern in Fischen angereichert und über Nahrungsketten konzentriert werden. Entsprechend enthalten Pilze oder das Fleisch von Wildschweinen in bestimmten Regionen Süddeutschlands heute noch Cs-137, das vom Reaktorunfall von Tschernobyl aus dem Jahr 1986 stammt.
Dem Körper mit Lebensmitteln zugeführte Radionuklide werden nicht immer in vollem Umfang inkorporiert. Der nicht inkorporierte Anteil wird wieder ausgeschieden. Die chemische Form, in der das Radionuklid vorliegt, und seine Löslichkeit in Körperflüssigkeiten spielen eine maßgebende Rolle. Eingebaut in das Gewebe pflanzlicher und tierischer Organismen befinden sich Radionuklide allerdings bereits in einer Form, die beim Verzehr sehr viel leichter inkorporiert wird, als lediglich oberflächlich niedergeschlagene Radionuklide.
Die Verhältnisse bei der Ingestion von Radionukliden sind nicht ganz so komplex wie bei der Inhalation. Bei der Ingestion spricht man von einer fraktionierten Absorption und definiert diese durch einen Faktor (f1-Faktor), der die Verhältniszahl zwischen zugeführter und über den Verdauungstrakt inkorporierter Aktivität ausdrückt. Bei einer vollständigen (100 %) Absorption hat der f1-Faktor den Wert 1. Ein f1-Faktor von 0,3 bedeutet, dass nur 30 % der zugeführten Aktivität inkorporiert werden.
Die wesentlichen funktionalen Aspekte der Inkorporation von Radionukliden enthält bereits der vorstehende Abschnitt über die Inhalation. Analog zur Inhalation sind für eine Bewertung der Inkorporation durch Ingestion von Radionukliden wieder die Folge-Organ-Äquivalentdosen und die effektive Folgedosis die bestimmenden Größen. Die Dosiswerte können aus der zugeführten Aktivität wieder mit Dosiskoeffizienten (Dosiskoeffizienten für die Ingestion) abgeleitet werden, die die ICRP bereitstellt (ICRP 72) (vgl. Abb. 10 und Tab. 4). Diese beziehen sich analog zur Inhalation wieder jeweils auf ein Radionuklid einschließlich evtl. Tochternuklide und gelten für verschiedene Altersklassen. Der f1-Faktor ist ebenfalls nuklidspezifisch. Auch gibt die ICRP Zwischenwerte der Folgedosen für Zeitabschnitte nach der Zufuhr an.
| Z  | Element     | Kurz- bez. | Halbwerts- zeit | Zerfallsart   | f1- Wert | Effektive Dosis in Sv/Bq | größte Organdosis (Organ) in Sv/Bq | Hinweise                                     |
| -- | ----------- | ---------- | --------------- | ------------- | -------- | ------------------------ | ---------------------------------- | -------------------------------------------- |
| 1  | Wasserstoff | H-3        | 12,3 a          | Beta          | 1        | 4,20E-11 1,80E-11        | –                                  | organisch –                                  |
| 19 | Kalium      | K-40       | 1,3 Mrd. a      | Beta, K,Beta+ | 1        | 6,20E-09                 | 1,40E-08 (Dickdarm)                | –                                            |
| 27 | Kobalt      | Co-60      | 5,3 a           | Beta          | 0,1      | 3,40E-09                 | 8,70E-09 (Dickdarm)                | –                                            |
| 36 | Krypton     | Kr-85      | 10,7 a          | Beta          | –        | –                        | –                                  | Edelgas                                      |
| 38 | Strontium   | Sr-89      | 50,5 d          | Beta          | 0,3      | 2,60E-09                 | 1,40E-08 (Dickdarm)                | –                                            |
| 38 | Strontium   | Sr-90      | 28,8 a          | Beta          | 0,3      | 2,80E-08                 | 4,10E-07 (Knochenoberfläche)       | mit Tochter Y-90                             |
| 39 | Yttrium     | Y-90       | 2,7 d           | Beta          | –        | –                        | –                                  | Zerfallsprodukt von Sr-90                    |
| 40 | Zirkonium   | Zr-95      | 64 d            | Beta          | 0,01     | 9,50E-10                 | 5,10E-09 (Dickdarm)                | mit Tochter Nb-95                            |
| 41 | Niob        | Nb-95      | 35 d            | Beta          | 0,01     | 5,80E-10                 | 2,80E-09 (Dickdarm)                | Zerfallsprodukt von Zr-95                    |
| 42 | Molybdän    | Mo-99      | 2,7 d           | Beta          | 1        | 6,00E-10                 | 3,10E-09 (Nieren)                  | mit Tochter Tc-99m                           |
| 43 | Technetium  | Tc-99m     | 6 h             | Gamma         | 0,5      | 2,20E-11                 | 6,70E-11 (Dickdarm)                | Zerfallsprodukt von Mo-99                    |
| 44 | Ruthenium   | Ru-103     | 39,3 d          | Beta          | 0,05     | 7,30E-10                 | 4,30E-09 (Dickdarm)                | mit Tochter Rh-103m                          |
| 44 | Ruthenium   | Ru-106     | 1 a             | Beta          | 0,05     | 7,00E-09                 | 4,50E-08 (Dickdarm)                | mit Tochter Rh-106                           |
| 45 | Rhodium     | Rh-103m    | 56 min          | Gamma         | –        | –                        | –                                  | Zerfallsprodukt von Ru-103                   |
| 45 | Rhodium     | Rh-106     | 30 s            | Beta          | –        | –                        | –                                  | Zerfallsprodukt von Ru-106                   |
| 52 | Tellur      | Te-129m    | 33,6 d          | Gamma         | 0,3      | 3,00E-09                 | 1,40E-08 (Dickdarm)                | –                                            |
| 52 | Tellur      | Te-129     | 1,2 h           | Beta          | –        | –                        | –                                  | Grundzustand von Te-129m (zerfällt in I-129) |
| 52 | Tellur      | Te-132     | 3,2 d           | Beta          | 0,3      | 3,80E-09                 | 3,10E-08 (Schilddrüse)             | mit Tochter I-132                            |
| 53 | Jod         | I-132      | 2,3 h           | Beta          | 1        | 2,90E-10                 | 3,40E-09 (Schilddrüse)             | Zerfallsprodukt von Te-132                   |
| 53 | Jod         | I-131      | 8 d             | Beta          | 1        | 2,20E-08                 | 4,30E-07 (Schilddrüse)             | –                                            |
| 53 | Jod         | I-133      | 20,8 h          | Beta          | 1        | 4,30E-09                 | 8,20E-08 (Schilddrüse)             | mit Tochter Xe-133                           |
| 54 | Xenon       | Xe-133     | 5,2 d           | Beta          | –        | –                        | –                                  | Edelgas                                      |
| 55 | Cäsium      | Cs-134     | 2 a             | Beta          | 1        | 1,90E-08                 | –                                  | –                                            |
| 55 | Cäsium      | Cs-136     | 13,1 d          | Beta          | 1        | 3,00E-09                 | –                                  | –                                            |
| 55 | Cäsium      | Cs-137     | 30,2 a          | Beta          | 1        | 1,30E-08                 | 1,50E-08 (Dickdarm)                | mit Tochter Ba-137m                          |
| 56 | Barium      | Ba-137m    | 2,6 min         | Gamma         | –        | –                        | –                                  | Zerfallsprodukt von Cs-137                   |
| 56 | Barium      | Ba-140     | 12,8 d          | Beta          | 0,2      | 2,60E-09                 | 1,70E-08 (Dickdarm)                | mit Tochter La-140                           |
| 57 | Lanthan     | La-140     | 1,7 d           | Beta          | 0,0005   | 2,00E-09                 | 1,30E-08 (Dickdarm)                | Zerfallsprodukt von Ba-140                   |
| 58 | Cer         | Ce-141     | 32,5 d          | Beta          | 0,0005   | 7,10E-10                 | 5,50E-09 (Dickdarm)                |                                              |
| 58 | Cer         | Ce-144     | 284,7 d         | Beta          | 0,0005   | 5,20E-09                 | 4,20E-08 (Dickdarm)                | mit Folgeprodukten                           |
| 59 | Praseodym   | Pr-144     | 17,3 min        | Beta          | –        | –                        | –                                  | Zerfallsprodukt von Ce-144                   |
| 86 | Radon       | Rn-222     | 3,8 d           | Alpha         | –        | –                        | –                                  | Zerfallsprodukt von Ra-226                   |
| 88 | Radium      | Ra-226     | 1602 a          | Alpha         | 0,2      | 2,80E-07                 | 1,20E-05 (Knochenoberfläche)       | mit Folgeprodukten                           |
| 92 | Uran        | U-234      | 250.000 a       | Alpha         | 0,02     | 4,90E-08                 | 7,80E-07 (Knochenoberfläche)       | mit Folgeprodukten                           |
| 92 | Uran        | U-235      | 700 Mio. a      | Alpha         | 0,02     | 4,70E-08                 | 7,40E-07 (Knochenoberfläche)       | mit Folgeprodukten                           |
| 92 | Uran        | U-238      | 4,5 Mrd. a      | Alpha         | 0,02     | 4,50E-08                 | 7,10E-07 (Knochenoberfläche)       | mit Folgeprodukten                           |
| 93 | Neptunium   | Np-239     | 2,4 d           | Beta          | 0,0005   | 8,00E-10                 | 6,00E-09 (Dickdarm)                | mit Folgeprodukten                           |
| 94 | Plutonium   | Pu-238     | 87,7 a          | Alpha         | 0,0005   | 2,30E-07                 | 7,40E-06 (Knochenoberfläche)       | Zerfallsprodukt von Cm-242                   |
| 94 | Plutonium   | Pu-239     | 24.110 a        | Alpha         | 0,0005   | 2,50E-07                 | 8,20E-06 (Knochenoberfläche)       | mit Folgeprodukten                           |
| 94 | Plutonium   | Pu-241     | 14,4 a          | Beta          | 0,0005   | 4,80E-09                 | 1,60E-07 (Knochenoberfläche)       | zerfällt in Am-241                           |
| 95 | Americium   | Am-241     | 432,2 a         | Alpha         | 0,0005   | 2,00E-07                 | 9,00E-06 (Knochenoberfläche)       | Zerfallsprodukt von Pu-241                   |
| 96 | Curium      | Cm-242     | 162,8 d         | Alpha         | 0,0005   | 1,20E-08                 | 1,90E-07 (Knochenoberfläche)       | mit Folgeprodukten                           |

Mit Hilfe der Dosiskoeffizienten wird die Dosis aus der zugeführten Aktivität analog zur Inhalation wie folgt berechnet:
Körperdosis (Sv) = Zugeführte Aktivität (Bq) • Dosiskoeffizient (Sv/Bq)
Als Faustformel, die sich am Radionuklid Sr-90 orientiert, führt eine Zufuhr von 100 Bq zu einer effektiven Folgedosis von maximal 3 µSv (vgl. Abb. 11). Ohne genaue Kenntnis der konkret vorhandenen Radionuklide kann damit eine erste schnelle und konservative Bewertung vorgenommen werden. Die Faustformel gilt jedoch nur für Betastrahler. Alphastrahler müssen ausgeschlossen werden können, denn für die ergeben sich bis um den Faktor 10 höhere Dosiswerte. Die Unterschiede sind erheblich, wenn auch nicht ganz so groß wie bei der Inhalation.
Für die Dosisaufnahme durch das besonders relevante Radionuklid Cs-137 siehe Abb. 12. Die Abb. gilt für gleichbleibende tägliche Aktivitätszufuhren.
Neben den Kontaminationswerten der Lebensmittel, die in einem radiologischen Notfall als Ergebnis von Messkampagnen bekannt sind, hängt die zugeführte Aktivität stark vom jeweiligen Verzehrverhalten einer Person ab. Aus den individuellen Verzehrmengen und den ermittelten Aktivitätskonzentrationen (spezifische Aktivität in Bq/kg oder Bq/l) können die Werte für die Aktivitätszufuhr errechnet werden. Für die daraus abgeleitete Dosis ergibt sich:
Körperdosis (Sv) = Dosiskoeffizient (Sv/Bq) • Aktivitätskonzentration (Bq/kg) • Verzehrmenge (kg)
| Lebensmittel                                  | mittlere Verzehrrate (kg/a) |
| --------------------------------------------- | --------------------------- |
| Trinkwasser                                   | 350                         |
| Milch, Milchprodukte                          | 130                         |
| Fisch                                         | 7,5                         |
| Fleisch, Wurst, Eier                          | 90                          |
| Getreide, Getreideprodukte                    | 110                         |
| einheimisches Frischobst, Obstprodukte, Säfte | 35                          |
| Kartoffeln, Wurzelgemüse, Säfte               | 55                          |
| Blattgemüse                                   | 13                          |
| Gemüse, Gemüseprodukte, Säfte                 | 40                          |

Ausgehend von Mittelwerten für den Verzehr (vgl. Tab. 5) hat die Europäische Union mit einer Verordnung Höchstwerte für Radionuklide in Lebensmitteln festgelegt (Tab. 6). Sie geht dabei von der Annahme aus, dass 10 % der jährlich konsumierten Nahrung kontaminiert sind. Unter dieser Voraussetzung wird ein Referenzwert von 1 mSv pro Jahr für die individuelle effektive Dosis durch Ingestion eingehalten. Bei Cs-137 entspräche dies einer Begrenzung der Zufuhr auf einen Mittelwert in der Größenordnung von 210 Bq pro Tag (vgl. Abb. 12). Die Höchstwerte der Europäischen Union für Säuglingsnahrung beruhen auf anderen Annahmen und sind niedriger.
|                                                                                                | Milcherzeugnisse und flüssige Lebensmittel | Sonstige Lebensmittel (sofern nicht von geringer Bedeutung) |
| ---------------------------------------------------------------------------------------------- | ------------------------------------------ | ----------------------------------------------------------- |
| Strontiumisotope, insbesondere Sr-90                                                           | 125                                        | 750                                                         |
| Jodisotope, insbesondere I-131                                                                 | 500                                        | 2000                                                        |
| Alphateilchen emittierende Nuklide wie Pu-239                                                  | 20                                         | 80                                                          |
| Alle übrigen Nuklide mit einer Halbwertszeit von über 10 Tagen, insbesondere Cs-134 und Cs-137 | 1000                                       | 1250                                                        |

Das Inkrafttreten von Grenzwerten im Rahmen dieser Höchstwerte erfordert den Erlass von Durchführungsverordnungen, die auf einen konkreten Notfall bezogen sind. Gleiches gilt für Einfuhrbeschränkungen. Der heute angewandte Grenzwert von 600 Bq/kg für Cs-137 in Wildschweinfleisch geht einerseits auf eine Einfuhrbeschränkung von 1986 zurück, die seither mehrfach, zuletzt am 5. August 2020 fortgeschrieben wurde. Aufgrund einer Erklärung der Mitgliedstaaten der EU im Jahr 1986 sowie einer Empfehlung der Kommission vom 14. April 2003 wird er auch beim Inverkehrbringen innerhalb der EU angewandt.

## Bewertung

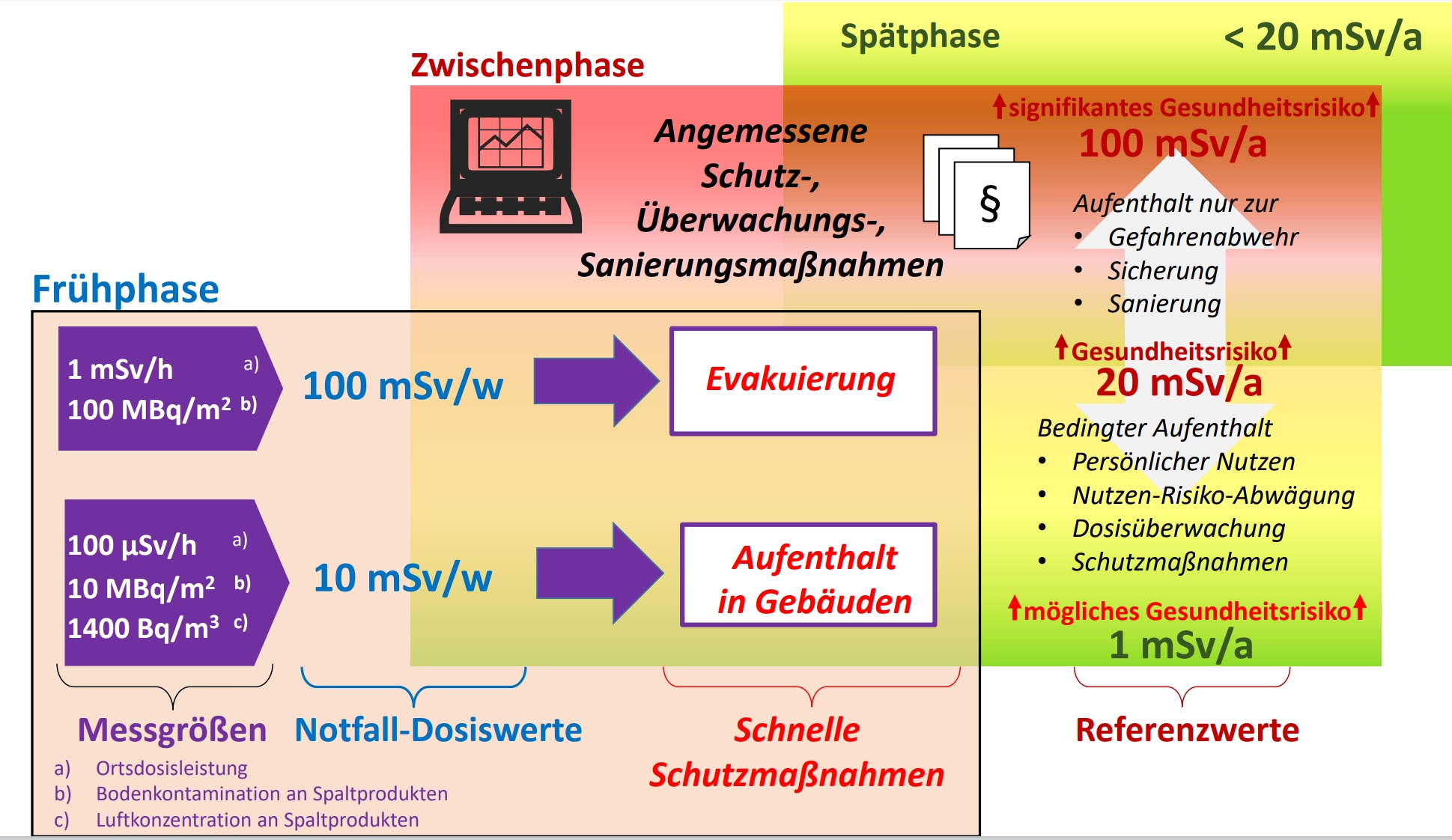
Abb. 13: Zuordnung von Notfall-Dosiswerten zu abgeleiteten Messwerten in der Frühphase eines radiologischen Notfalls im Vorfeld der Anwendung von Referenzwerten in späteren Phasen

Abb. 13 ordnet anschaulich die Notfall-Dosiswerte und Dosis-Referenzwerte des Abschnitts „Dosis-Eckwerte“ den Phasen eines radiologischen Notfalls zu.
Den Notfall-Dosiswerten der Frühphase sind in Abb. 13 abgeleitete, konservative Messwerte vorangestellt. Es sind praktikable Werte der Messgrößen
- Ortsdosisleistung (in µSv/h),
- Kontamination des Bodens (in Bq/m2),
- Kontamination der Luft (in Bq/m3).

Dem Abschnitt „Dosisabschätzung“ nach abgeleitet, entsprächen 60 µSv/h bzw. 6 MBq/m2 dem Notfall-Dosiswert von 10 mSv pro Woche. Für den Notfall-Dosiswert 100 mSv pro Woche wären es 600 µSv/h bzw. 60 MBq/m2. Die etwas höheren Werte in Abb. 13 sind einer Empfehlung der deutschen Strahlenschutzkommission (SSK) angeglichen, welche diese Erhöhung aufgrund einer genauen Analyse des Zerfallsverhaltens der kurzlebigen Spaltprodukte Tellur und Jod für gerechtfertigt hält.
Zeigen vorliegende Messergebnisse, dass diese abgeleiteten Werte erreicht werden, sind die Kriterien für schnelle Schutzmaßnahmen erfüllt. Es muss eine rasche Entscheidungen getroffen werden, um evtl. inakzeptable stochastische bzw. unmittelbar drohende deterministische Strahlenwirkungen zu vermeiden und um Entscheidungsspielräume für spätere Phasen zu schaffen.
In der Frühphase eines Notfalls kann damit auch die persönliche Relevanz überschlägig beurteilt werden. Dabei ist zu berücksichtigen, dass die abgeschätzten Dosiswerte konservativ sind. Bezogen auf die eigene Person und das eigene Verhalten dürften sie zum Teil extrem konservativ sein und nur auf Größenordnungen genau. Niemand verhält sich ja so, wie die Bezugsperson des Abschnitts „Dosisabschätzung“. Wer das berücksichtigt, kann damit Entscheidungen des radiologischen Notfallmanagements über schnelle Schutzmaßnahmen, die einen persönlich betreffen, überschlägig nachvollziehen.
Die Dosisabschätzung in der Frühphase beruht auf einem Minimum an vorliegender Information. Bei Vorliegen neuer Erkenntnisse, insbesondere hinsichtlich der Nuklidzusammensetzung, muss das Lagebild überprüft und angepasst werden. Je genauer die Kenntnis der vorliegenden Radionuklide und ihrer Ausbreitung ist, umso weniger konservativ darf abgeschätzt werden.
Nach der Frühphase, in der Zwischen- und Spätphase, stützt sich die Bewertung einer Notfallexpositionssituation auf eine Dosisabschätzung für die Bevölkerung auf Basis einer aktualisierten, umfangreicheren Dosimetrie. Auch genauere Daten zum auslösenden Ereignis als Quelle der Exposition werden vorliegen. Als weitere maßgebende Messgröße kommt die Kontamination von Lebensmitteln (in Bq/kg, Bq/l) und die tägliche Aktivitätszufuhr (in Bq/d) ins Spiel. Bewertet wird die mit wissenschaftlichen Methoden abgeschätzte, zu erwartende Dosis durch Vergleich mit dem international harmonisierten Referenzwertesystem. Geeignete Schutzmaßnahmen werden dabei einkalkuliert. Auch die sozialen, Umweltschutz- und  ökonomischen Aspekte werden berücksichtigt. Diese komplexe Aufgabe der späteren Phasen kann nur ein Notfallmanagementsystem leisten, das personell hochqualifiziert und technisch bestens ausgestattet ist.
Praktikable Messwerte, die zur Anwendung von Dosiskriterien in einem radiologischen Notfall dienen und aus diesen abgeleitet sind, findet man vor allem in Publikationen der IAEA. International spricht man von „Operational Intervention Levels (OILs)“. In Deutschland findet man außer den vorgenannten OILs, die aus den Notfall-Dosiswerten abgeleitet sind, ein ganzes Bündel weiterer OILs in einer Empfehlung der SSK. Sie betreffen Kontaminationskontrollen von Personen und Gegenständen, Dekontaminationen, die Abgrenzung von Gefahrenbereichen sowie ein landwirtschaftliches Maßnahmenpaket.

## Schutzmaßnahmen
Schutzmaßnahmen in radiologischen Notfällen reichen von angepasstem individuellen Verhalten (z. B. Einschränkung von Freizeitaktivitäten), dem Verbleiben in Gebäuden, Vorsorgemaßnahmen in der Landwirtschaft (z. B. Einschränkung des Weidebetriebs), Einschränkungen beim Inverkehrbringen von radioaktiv kontaminierten Lebensmitteln, der Einnahme von Jodtabletten, Dekontaminierungsmaßnahmen bis hin zur Evakuierung und Umsiedlung. Sie haben zum Ziel, dass bei Einzelpersonen der Bevölkerung die Strahlenexposition angemessen minimiert und die Dosis-Referenzwerte eingehalten werden.
Diese Schutzmaßnahmen stellen zum Teil erhebliche Einschnitte in das Leben der Bürger und die Volkswirtschaft dar. Ihre Anwendung muss verhältnismäßig sein, d. h. ihr Nutzen muss gegenüber den Kosten, einschließlich der Risiken, die diese Maßnahmen ihrerseits mit sich bringen, abgewogen werden.
Aus der Sicht der politischen Entscheidungsträger ist es in diesem Spannungsfeld absolut vordringlich, eine zuverlässige Lagefeststellung und -beurteilung als Entscheidungsgrundlage zu haben. In Deutschland wurde dazu ein Notfallmanagementsystem in Verbindung mit dem IMIS eingerichtet. Es wurden radiologische Grundlagen erarbeitet und Verfahren geschaffen, um von Messergebnissen auf Körperdosen schließen zu können. Die Modellrechnungen der ICRP, zahlreiche Veröffentlichungen der deutschen Strahlenschutzkommission, einschließlich ihrer Analysen zur Wirksamkeit einzelner Schutzmaßnahmen, sowie die zum IMIS gehörenden Fachinformationssysteme ermöglichen in einem radiologischen Notfall eine zuverlässige Lagebeurteilung und die Festlegung geeigneter und angemessener Schutzmaßnahmen.
Weiterhin wurden internationale Vereinbarungen getroffen, um unverzüglich umfassende Informationen über eine Gefährdung und deren Ursache auszutauschen. Zu nennen ist hier das INES-Meldesystem unter dem Dach der IAEA und das „International Radiation Monitoring and Information System (IRMIS)“. Damit sollen Prognosen weitgehend sichergestellt werden, wie sich die Lage voraussichtlich weiterentwickeln wird, auch wenn die Ursache weit entfernt vom Heimatland liegt.
Zielführend sind all diese Vorbereitungen in unserer freiheitlichen Gesellschaft jedoch nur, wenn die Bürger „mitgenommen“ werden. Das heißt konkret, dass sie verstehen müssen, warum gegebenenfalls Maßnahmen ausgelöst werden. Sie müssen aber ebenso nachvollziehen können, dass eine Maßnahme unter Umständen auch nicht erforderlich sein kann. In diesem Fall sollen sie nicht verunsichert werden können durch Panikmache, unsachgemäße Berichterstattungen oder unbegründete Vorwürfe, die Behörden wären untätig.
Bei erhöhter Sachkompetenz möglichst vieler Bürger
- haben weder naive noch kalkulierte Verharmlosungen noch Panikmache eine Chance,
- werden sachlich inkompetente Meinungen erkannt,
- werden sachgerechte Entscheidungen akzeptiert,
- kann die Angst reduziert werden.

Auf diese Weise vermindert sich auch der Druck auf die Entscheidungsträger. Sie erhalten den in der Praxis verlorengegangenen Entscheidungsspielraum zurück, um Schutzmaßnahmen vorsorglich zu veranlassen.

### Rechts- und Verwaltungsvorschriften
- Gesetz zum vorsorgenden Schutz der Bevölkerung gegen Strahlenbelastung (Strahlenschutzvorsorgegesetz – StrVG) vom 19. Dezember 1986 (BGBl. I S. 2610) (abgelöst durch das StrlSchG mit Wirkung vom 1. Oktober 2017)
- Gesetz zum Schutz vor der schädlichen Wirkung ionisierender Strahlung (Strahlenschutzgesetz – StrlSchG) vom 27. Juni 2017 (BGBl. I S. 1966)
- Verordnung zum Schutz vor der schädlichen Wirkung ionisierender Strahlen (Strahlenschutzverordnung – StrlSchV) vom 29. November 2018 (BGBl. I S. 2034, 2036)
- Verordnung zur Festlegung von Dosiswerten für frühe Notfallschutzmaßnahmen (Notfall-Dosiswerte-Verordnung – NDWV) vom 29. November 2018 (BGBl. I S. 2034, 2172)
- Richtlinie 2013/59/Euratom des Rates vom 5. Dezember 2013 zur Festlegung grundlegender Sicherheitsnormen für den Schutz vor den Gefahren einer Exposition gegenüber ionisierender Strahlung, Amtsblatt Nr. L 13 vom 17. Januar 2014 S. 1 (online)
- Verordnung (EURATOM) Nr. 2016/52 des Rates vom 15. Januar 2016 zur Festlegung von Höchstwerten an Radioaktivität in Lebens- und Futtermitteln im Falle eines nuklearen Unfalls oder eines anderen radiologischen Notfalls und zur Aufhebung der Verordnung (EURATOM) Nr. 3954/87 des Rates und der Verordnungen (EURATOM) Nr. 944/89 und (EURATOM) Nr. 770/90 der Kommission, Amtsblatt Nr. L 13 vom 20. Januar 2016 S. 2 (online)
- Allgemeine Verwaltungsvorschrift zum Integrierten Mess- und Informationssystem zur Überwachung der Radioaktivität in der Umwelt (IMIS) nach dem Strahlenschutzvorsorgegesetz (AVV-IMIS) vom 13. Dezember 2006, BAnz. 2006, Nr. 244a (PDF; 1,15 MB)

### Fachlich-/radiologische Grundlagen
- Liste der Isotope in: Wikipedia, Die freie Enzyklopädie
- International Commission on Radiological Protection (ICRP): The 2007 Recommendations of the International Commission on Radiological Protection, ICRP Publication 103, Ann. ICRP 37 (2-4), 2007, Online, Deutsche Ausgabe herausgegeben vom Bundesamt für Strahlenschutz (PDF; 2,2 MB)
- Strahlenschutzkommission (SSK): Rahmenempfehlungen für den Katastrophenschutz in der Umgebung kerntechnischer Anlagen, Empfehlung verabschiedet in der 274. Sitzung der SSK am 19./20. Februar 2015 (PDF; 115 kB)
- Dosiskoeffizienten zur Berechnung der Strahlenexposition, Bundesanzeiger 160 a und b, 28. August 2001 (online)
- ICRP: Occupational Intakes of Radionuclides – Part 2, 3, 4, ICRP-Publikationen 134, 137 und 141, mit einem Data Viewer zu den Dosiskoeffizienten für die innere Strahlenexposition am Arbeitsplatz als electronic annex zip-Datei zum Download, (ausführbare Datei, installiert 85,4 MB)
- ICRP: Age-dependent Doses to the Members of the Public from Intake of Radionuclides - Part 5 Compilation of Ingestion and Inhalation Coefficients, ICRP Publication 72 (PDF; 8,2 MB)
- ICRP: Dose Coefficients for External Exposures to Environmental Sources, ICRP 2020, Publication 144. Ann. ICRP 49(2), mit Link zu unter Windows installierbarem Data Viewer zu den Dosiskoeffizienten als Supplement (PDF 12 MB)
- International Atomic Energy Agency (IAEA): Preparedness and Response for a Nuclear or Radiological Emergency, IAEA-GSR Part 7 (PDF; 847 kB)
- IAEA: Radiation Protection of the Public and the Environment, IAEA-GSG 8 (PDF; 1,1 MB)
- IAEA: Operational Intervention Levels for Reactor Emergencies and Methodology for Their Derivation, IAEA-EPR-NPP-OILs, 2017 (PDF; 4,46 MB)
- National Nuclear Data Center (NNDC): NuDat, NSR, XUNDL, ENSDF, MIRD, ENDF, CSISRS, Sigma, Chart of Nuclides usw., Sammlung von Online-Datenbanken
- SSK: Radiologische Grundlagen für Entscheidungen über Maßnahmen zum Schutz der Bevölkerung bei Ereignissen mit Freisetzungen von Radionukliden, Empfehlung verabschiedet in der 268. Sitzung der SSK am 13./14. Februar 2014 (PDF; 722 kB)
- SSK: Abgeleitete Richtwerte für Maßnahmen zum Schutz der Bevölkerung bei Ereignissen mit Freisetzungen von Radionukliden, Empfehlung verabschiedet in der 303. Sitzung der SSK am 24./25. Oktober 2019 (PDF; 1,82 MB)
- SSK: Übersicht über Maßnahmen zur Verringerung der Strahlenexposition nach Ereignissen mit nicht unerheblichen radiologischen Auswirkungen, Maßnahmenkatalog, Empfehlung der Strahlenschutzkommission vom 5./6. Dezember 2007, Berichte der Strahlenschutzkommission, Band 60 (Printmedium)
- SSK: Verwendung von Jodtabletten zur Jodblockade der Schilddrüse bei einem Notfall mit Freisetzung von radioaktivem Jod, Empfehlung verabschiedet in der 294. Sitzung der SSK am 26. April 2018, geändert in der 298. Sitzung der SSK  am 6. Februar 2019 (PDF; 509 kB)
- SSK: Einsatz partikelfiltrierender Halbmasken im Notfallschutz, Empfehlung verabschiedet in der 300. Sitzung der Strahlenschutzkommission am 27./28. Juni 2019 (PDF; 959 kB)
- ICRP: Radiological Protection of People and the Environment in the Event of a Large Nuclear Accident, ICRP Publication 146, update of ICRP Publications 109 and 111, Excerpt, 2020 (PDF; 2,22 MB)
- Allgemeine Verwaltungsvorschrift für einen Allgemeinen Notfallplan des Bundes nach § 98 des Strahlenschutzgesetzes (ANoPl-Bund), BAnz AT Nr. 23.11.2023 B1 vom 23. November 2023  (download PDF; 2,22 MB)

### Berichte
- United Nations Scientific Committee on the Effects of Atomic Radiation (UNSCEAR): Health effects due to radiation from the Chernobyl accident, in: UNSCEAR Report, 2008, Annex D, Key Chernobyl links.
- Bundesministerium für Umwelt, Naturschutz, Bau und Reaktorsicherheit (BMBU): Umweltradioaktivität und Strahlenbelastung: Jahresbericht 2012 (Gesamtbericht), Juni 2014, URN: nbn:de:0221-2013090511044 (PDF; 6,22 MB).
- Gesellschaft für Reaktorsicherheit (GRS): Der Unfall im Kernkraftwerk Tschernobyl, GRS-S-039, Juni 1986 (PDF; 4,12 MB).
- GRS: Neuere Erkenntnisse zum Unfall im Kernkraftwerk Tschernobyl, GRS-S-40, Februar 1987 (PDF; 39,49 MB).
- Bundesamt für Strahlenschutz (BfS): Der Reaktorunfall 1986 in Tschernobyl, 2011 (PDF; 2,79 MB).
- Deutsches Atomforum e. V.: Der Reaktorunfall in Tschernobyl, April 2011, Unveränderter Nachdruck April 2015 (PDF; 1,7 MB).
- UNSCEAR: UNSCEAR 2013 Report to the General Assembly, VOLUME I, Scientific Annex A, Levels and effects of radiation exposure due to the nuclear accident after the 2011 great east-Japan earthquake and tsunami, United Nations, New York 2014 (PDF; 5,8 MB); Fact Sheet zu diesem Bericht (PDF; 278 kB); Erstes White Paper zu diesem Bericht, Wien 2015  (PDF; 1,25 MB); Zweites White Paper zu diesem Bericht, New York 2016 (PDF; 917 kB).
- ICRP: Experience and current issues with recovery management from the Fukushima accident, Michiaki KAI, Präsentation auf dem 2nd International Symposium on the System of Radiological Protection, Abu Dabi 22.-24. October 2013 (PDF; 604 kB).
- IAEA: The Fukushima Daiichi Accident, Technical Volume 4/5, Radiological Consequences, Wien 2015 (PDF; 19,4 MB).